# バルフ州
バルフ州（バルフしゅう、ペルシア語: بلخ）は、アフガニスタン北部の州である。面積は1万6186平方キロメートル（34州中17位）、総人口は約124万人（34州中4位）、人口密度は77人/平方キロ（34州中11位）。州都はマザーリシャリーフ。

## 地理

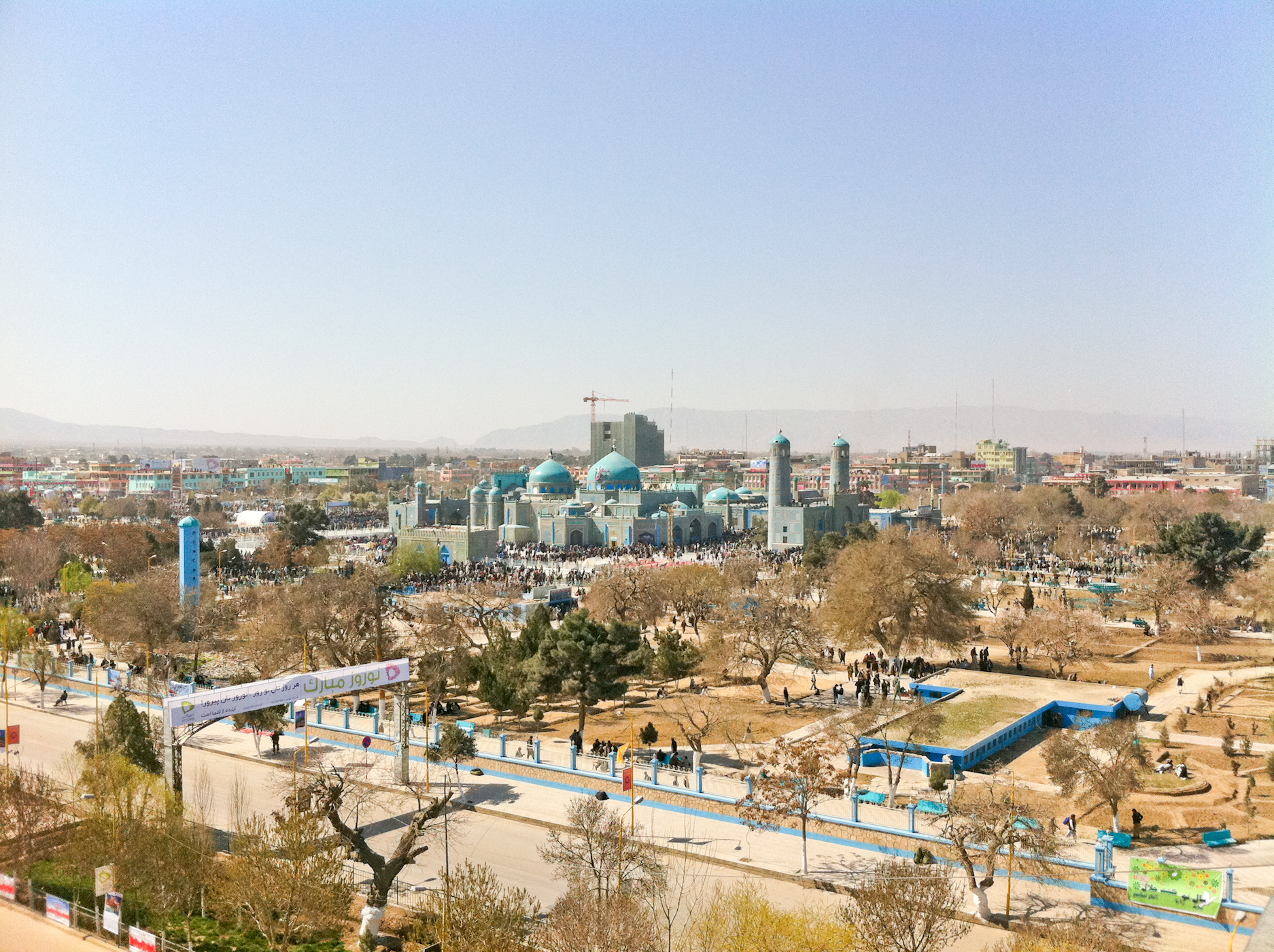
州都マザーリシャリーフ

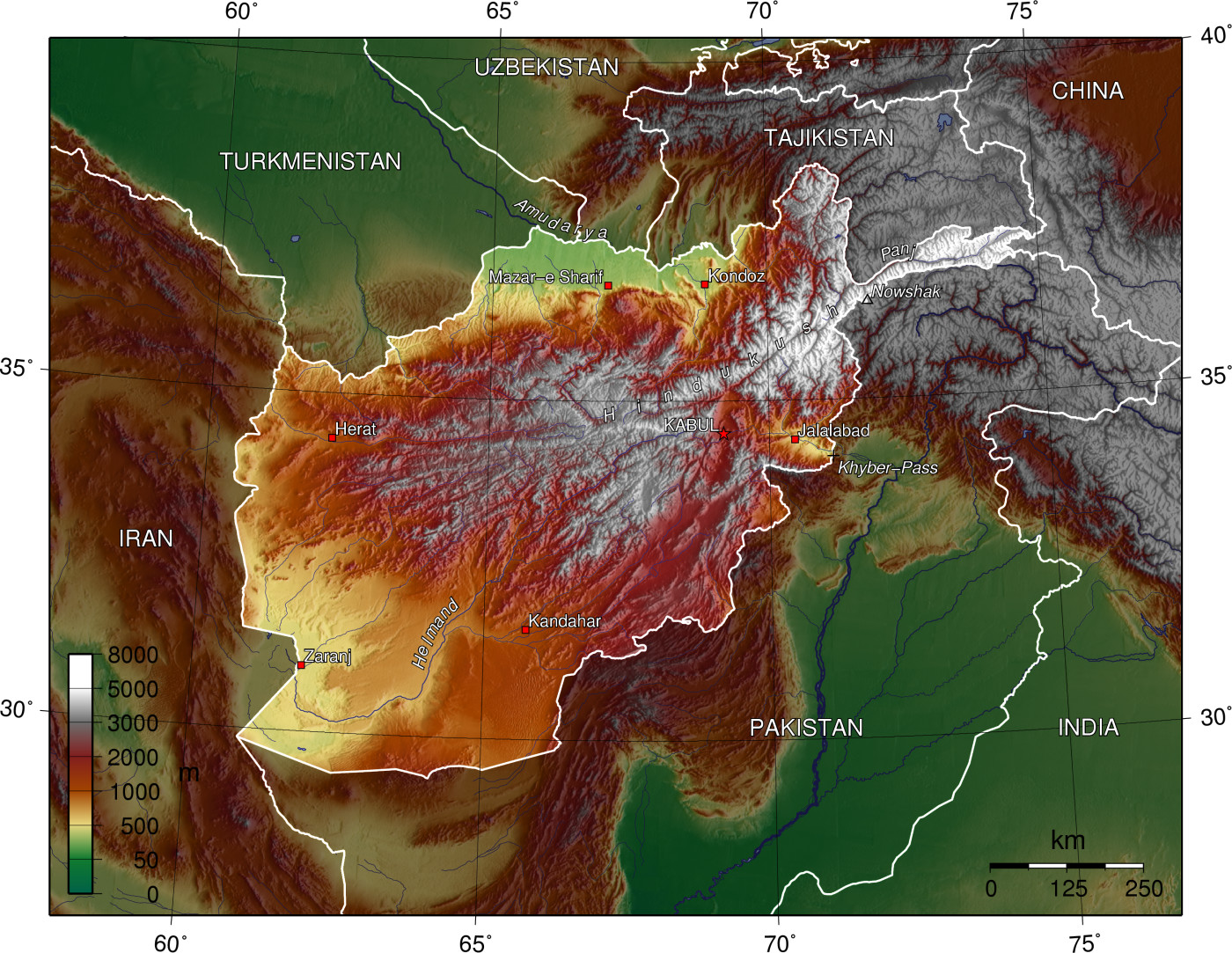
茶色は標高1000メートル以上、白は標高3000メートル以上である

日本の岩手県より少し広い州である。州の北側は平地で、南側は高地になっている。殆どが荒地だが、バンディ・アミール湖を水源とするバルフ川が州の南北を流れており、その周辺のオアシスにだけ緑が広がっている。州都マザーリシャリーフはアフガニスタン屈指の大都市で、中央にはアリー・イブン・アビー・ターリブを祭ったブルーモスクがあり、参拝客を集めている。
バルフ州の北は国境であり、トルクメニスタンやウズベキスタン、タジキスタンに接している。西はジョウズジャーン州で、南の台地にサーレポル州とサマンガーン州があり、東はクンドゥーズ州に隣接している。
バルフ州の北部は標高が高いアフガニスタンでは珍しく、標高500メートル以下 の平野になっている。州の北端には中央アジアの大河「アムダリヤ川」が流れており、川岸には緑が広がっている。その南はトルクメニスタンのカラクム砂漠から続く広大な砂漠があり、乾燥した荒野が続いている。しかし州の中央部を南北にバルフ川が流れており、東南からはホルム川が流れて来る。そのため流域にはオアシスがあり、マザーリシャリーフやバルフ、ホルムのような都市がある。その南は切立った屏風のような山脈になっていて、ヒンドゥークシュ山脈が始まる。特にバルフ川の東側には標高1000メートルから2000メートル の険しい山脈があり、その中にはクマガー と呼ばれる山があると言う。一方、西側の山脈は標高1000メートル以下 で、丘が折り重なるように続く盆地になっている。またバルフ川沿いの渓谷は標高500メートル で、ショールガラの街がある。その南はまた標高1000メートルから2000メートル の険しい山脈になっている。

## 歴史

### 古代

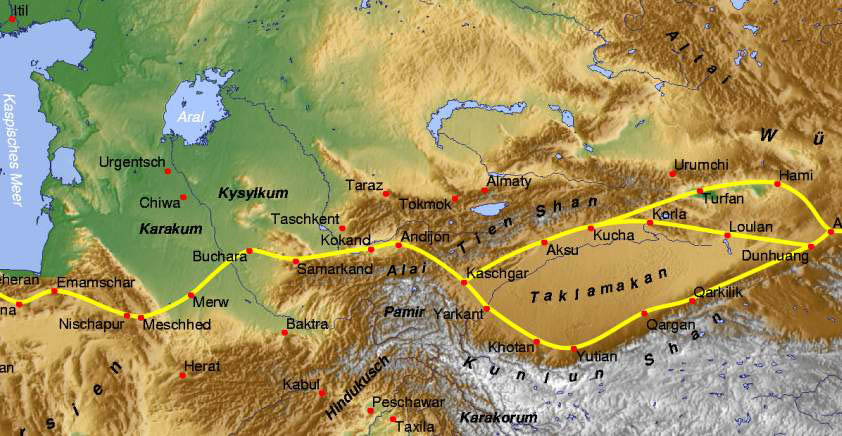
バクトラとシルクロード。

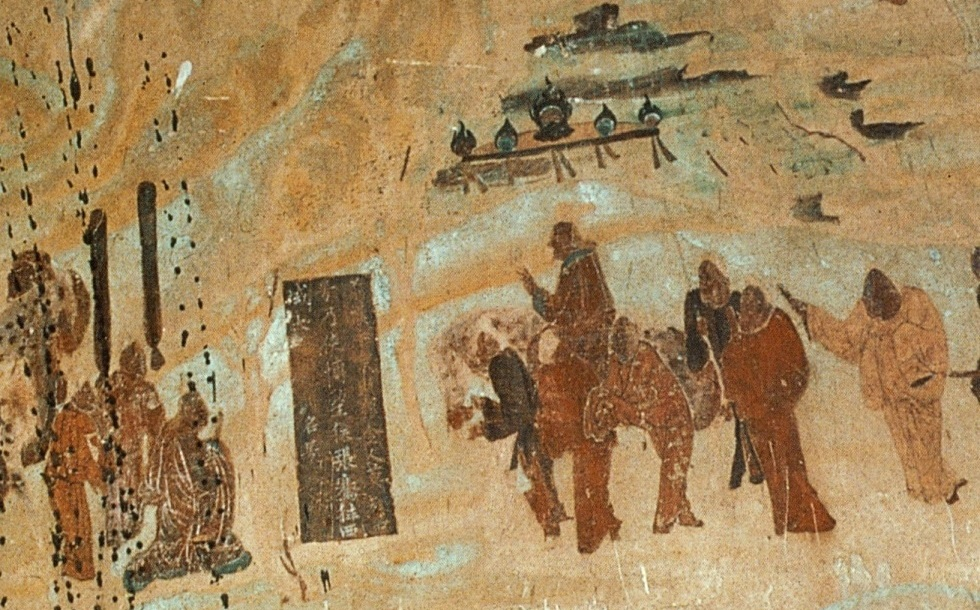
張騫の西征
莫高窟の323洞窟の壁画

バルフ州の古都バルフはメソポタミア文明とインダス文明を結ぶ交易路が通っていた為、オアシスの交易国家・都市国家として紀元前から繁栄していた。最初の古代都市は今から約3000年前のバクリ（ヴェーダ語: Bhakri）である。これは後のアラブ世界では「Mother of All Cities」（Umm Al-Belaad）の名で呼ばれており、ゾロアスター教の開祖ザラスシュトラが埋葬されたことでも知られている。年代については諸説あるが、ゾロアスター教の根本教典『アヴェスター』に登場するので少なくとも紀元前650年より前と考えられており、紀元前15世紀頃から紀元前13世紀頃という説もある。紀元前6世紀にキュロス2世、紀元前4世紀にはアレクサンドロス3世が地域を征服し、その後グレコ・バクトリア王国の首都が出来た。バクリはギリシャ語化されてバクトラ（バクトリア語: Baktra）と呼ばれるようになり、ヘレニズム文化が花開いた。
中国との交流もこの頃に始まったようである。バクトラはローマ帝国と漢を結ぶシルクロードのルートからやや外れていたので、中国に知られていなかった。しかし紀元前3世紀には大夏の名で知られるようになった。紀元前126年、中国の張騫が大夏の大月氏を訪れた事が司馬遷の『史記』に記されている。7世紀には中国からインドに向かう途中の玄奘三蔵が訪れ、『大唐西域記』に「縛喝国」の滞在記と仏教信仰の様子、肆葉護可汗（しようこかがん）の逸話などを残した。

### 中世
バクトラはイスラムの侵攻後、バルフ（英語: Balkh、ペルシア語: بلخ ）と呼ばれるようになった。しかし1218年のモンゴル帝国の侵攻、1370年のティムールの侵攻（バルフ包囲戦 (1370年)）、1447年のティムール朝の内戦（バルフ包囲戦 (1447年)）によりバルフは破壊され、東に20kmほど離れたマザーリシャリーフに寺院を中心とした新しい街が出来て、中心地が移った。ちょうどこの頃、マルコ・ポーロやイブン・バットゥータがバルフを訪れた。

### 独立後
1921年、第三次アフガン戦争の勝利によりアフガニスタンはイギリスから独立した。1933年、国王ザーヒル・シャーが即位した。

### 冷戦時代
第二次世界大戦後、アフガニスタン首相のモハマド・ダーウド・ハーンはソビエト連邦やアメリカ合衆国の力を借りて、国内の開発を行おうとした。当初は乗り気ではなかった両国だったが、冷戦対立の下で1950年代後半から本格的な支援を始めた。アメリカはクンドゥーズ空港やマザーリシャリーフ空港、ヘルマンド州のカジャキ・ダムの建設などを支援し、ソビエト連邦はカンダハール・ヘラート間の道路やバグラーン州のプレフムリー・マザーリシャリーフ間の道路、シバルガン・ガスパイプラインの建設などを支援した。なおバフル州は1950年頃はマザーリ・シャリーフ州と呼ばれており現在よりも大きな州だったが、1958年頃にシェベルガーン州を新設し、一部を移譲した。1964年4月に改名されて現在の名前になり、1988年4月に一部をサーレポル州に割譲した。
1973年、ダウード元首相のクーデータにより王政が倒され、アフガニスタン共和国が成立した。1978年、軍部のクーデターによりアフガニスタン民主共和国が成立した。しかしギルザイ部族連合のタラキー議長が土地改革を断行した為、ドゥッラーニー部族連合を中心とする伝統的な部族社会は激怒して内戦が勃発。アミーン議長も内戦を抑えることが出来ず、翌年にはソビエト連邦が軍事介入してアフガニスタン紛争 (1978年-1989年)が始まった。
1984年、マザーリシャリーフには政府軍の第18歩兵師団が展開しており、マザーリシャリーフ空港にはMi-8部隊が展開していた。しかし政府軍の兵力は実質的には旅団または大隊規模で、少数の装甲車（BTR-152とBTR-60）と民間から徴用したトラック程度の装備しかなかった。政府軍は兵力不足を補うために傭兵を連れてきたり、国民の徴兵を行ったがうまく行かなかった。

### 冷戦終結後

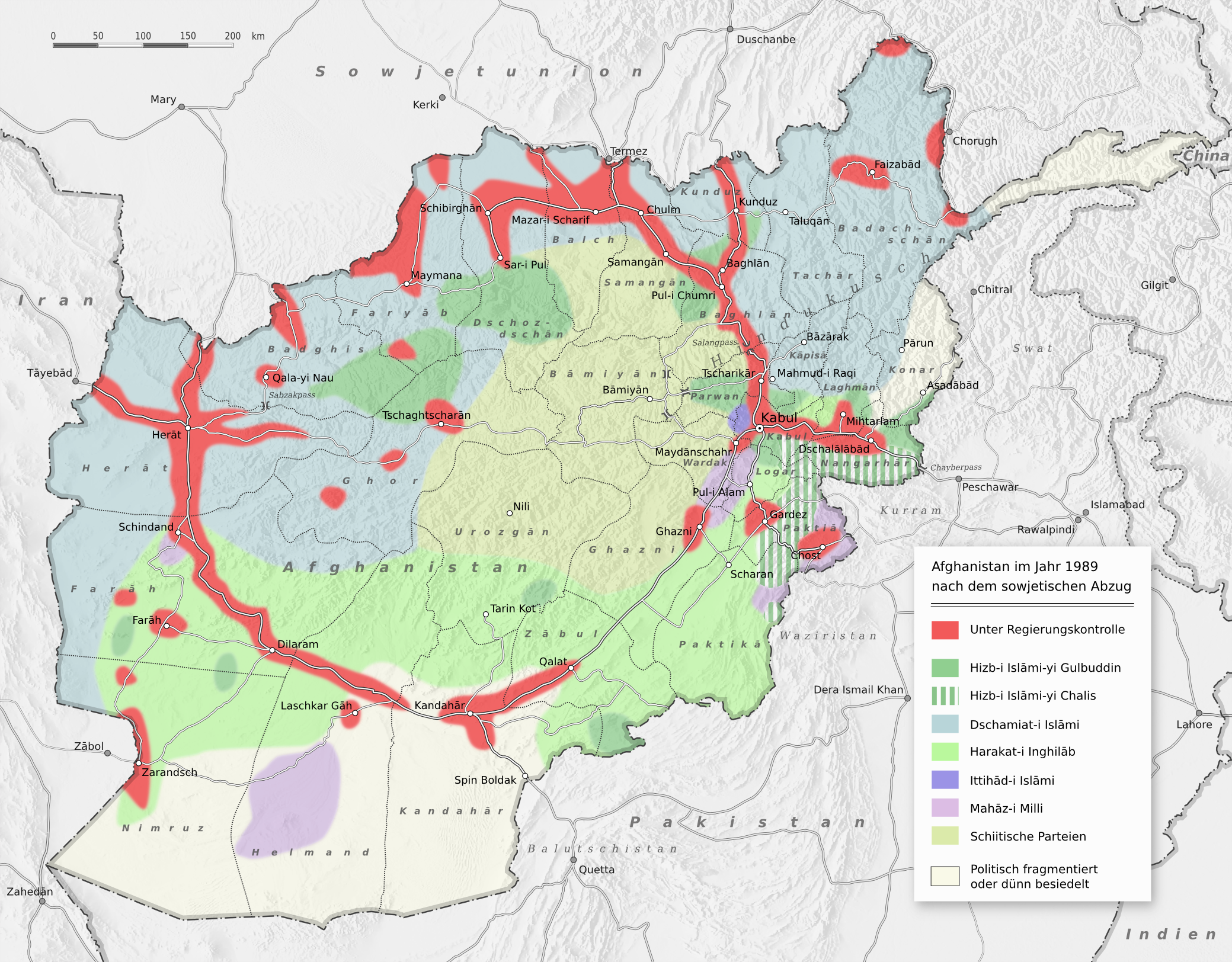
1989年のアフガニスタンの状況。赤が政府支配地、薄い青がイスラム協会、濃い緑がイスラム党、薄い緑がシーア派政党

1989年にソ連軍がアフガニスタンから撤退しても、ムハンマド・ナジーブッラーが率いるカブールの共産党政権はなんとか持ちこたえていた。ムジャーヒディーンはカブールを目指して大攻勢をかけたが、戦闘機や戦車を持つ共産党政権軍は強く、「ジャラーラーバードの戦い」で撃退された。しかし1991年にソビエト連邦が崩壊し、状況は悪くなる一方だった。1992年、ラシッド・ドスタムが共産党政権を裏切って、バグラーン州のイスマーイール派教団のサイイド・マンスール・ナーディリーと共にマザーリシャリーフを占領した。ドスタムは1988年に結成されたジョウズジャーン州のウズベク人民兵組織の司令官であり、それまではムジャーヒディーンと戦っていた。ドスタムはムジャーヒディーンのアフマド・シャー・マスードと共にカブールを攻撃し、共産党政権を倒した。ムジャーヒディーンはカブールに数ヶ月限定の暫定政権を作り、イスラム協会のブルハーヌッディーン・ラッバーニーが大統領に就任した。しかし年末に任期を過ぎても辞職しなかった為、イスラム協会の主力部隊であるマスード軍をイスラム党のグルブッディーン・ヘクマティヤール、国民イスラム運動のドスタム、イスラーム統一党のアブドゥルアリー・マザーリーが攻撃し、内戦が始まった。ドスタムは総兵力5万人を擁し、ジュマ・カーン・ハムダードやアフマド・カーン・サマンガニなどと同盟を結び、ジョウズジャーン州やバルフ州を中心に支配地域を作り上げた。ドスタムの支配地域は宗教的に寛容で、女性はヴェールをかぶらずに歩くことが出来、飲酒や映画鑑賞も許されていた。またバルフ・エアラインと呼ばれる航空便があり、対外的にも一種の独立国のようになっていた。アフガニスタンではその後、ターリバーンが誕生し、内戦は三つ巴の戦いとなった。

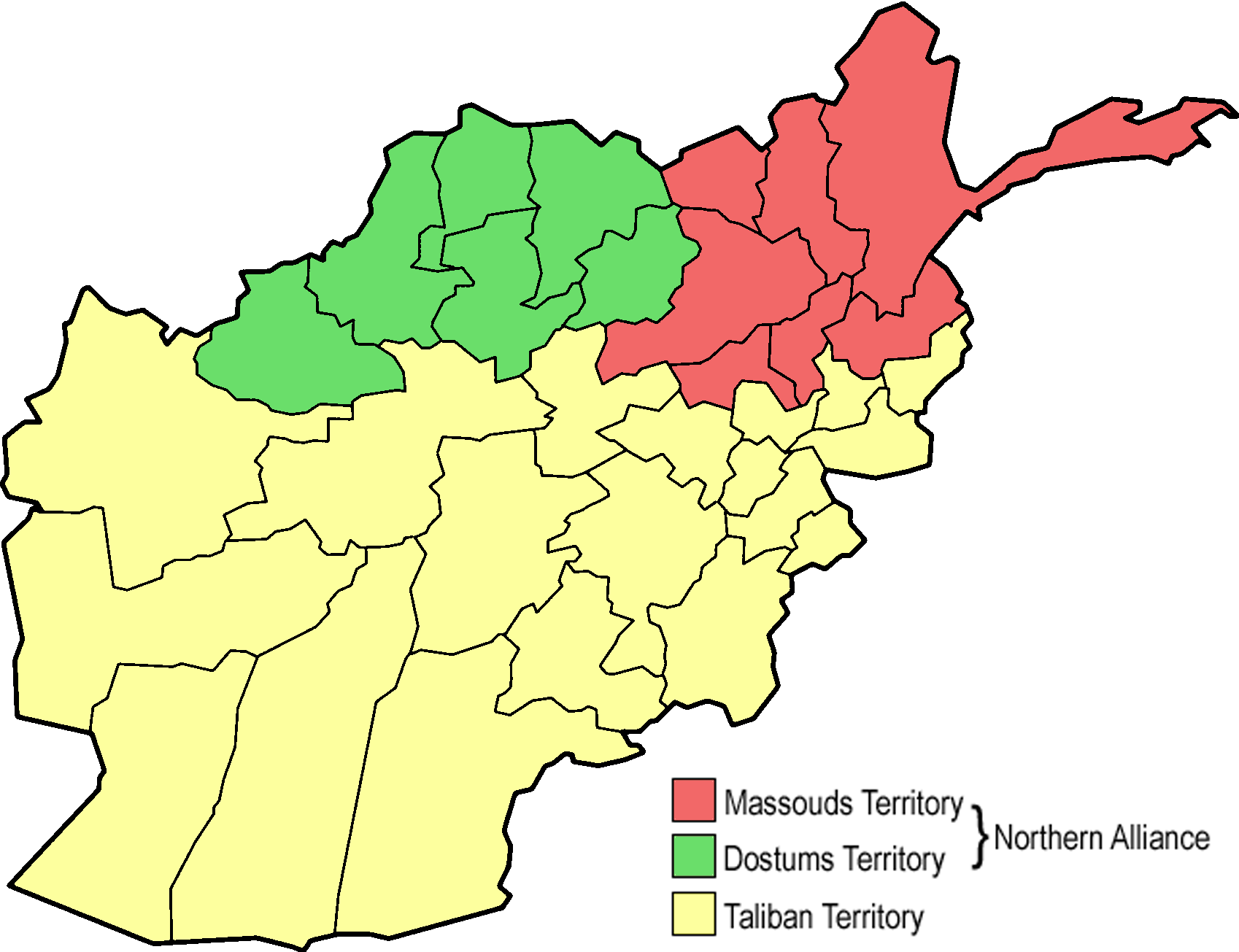
1997年のアフガニスタンの状況。赤がマスード派、緑がドスタム派、黄がターリバーン

1996年、ドスタムやイスラーム統一党の協力を得たターリバーンは6月にゴール州のイスラム協会軍を蹴散らし、9月にはカブールを占領した。それを見たドスタムらは今度はイスラム協会軍と協力して、ターリバーンと戦い始めた。しかしドスタム軍の内部ではドスタムとアブドゥル・マリク将軍が激しく対立していた。1997年5月、ターリバーンはマリク将軍と協力して、マザーリシャリーフを占領した。ドスタムはトルコに逃亡し、イスラム協会軍もクンドゥーズ州から追われて、ターリバーンの全国征服は時間の問題かと思われた。しかし宗教的に寛容なマザーリシャリーフに対して、ターリバーンはイスラム教の教えを厳格に適用しようとしたために激しい反発が起きた。また武装解除に関する約束違反があったと言う説もある。マリク将軍が離反し、イスマーイール派教団とイスラーム統一党軍が蜂起し、イスラム協会軍がサラン峠を封鎖して退路を断った為、マザーリシャリーフのターリバーン軍は大敗した（第一次マザーリシャリーフの戦い）。この際、多数のターリバーン幹部が死亡した為、この後の戦闘は凄惨な物になっていった。9月、ターリバーンが再度侵攻してきたが、ドスタムがトルコから戻ってきて撃退した。12月、ターリバーンはバードギース州から侵攻を試みた。ドスタムは一時はターリバンを押し戻したが、逆襲されて1998年6月にファーリヤーブ州やジョウズジャーン州を失った。8月、ターリバーンはヘクマティヤール派の内応 などによってマザーリシャリーフを占領し、前回の報復としてハザーラ人やイランの外交官を虐殺した（第二次マザーリシャリーフの戦い）。同年、アフガニスタン北東部で地震や旱魃が続き、数千人が死亡した。1999年からは国際連合の制裁が始まり、それに反発したターリバーンは2001年2月、バーミヤーン州の仏像を破壊して力を誇示した。

### アメリカ同時多発テロ事件以降

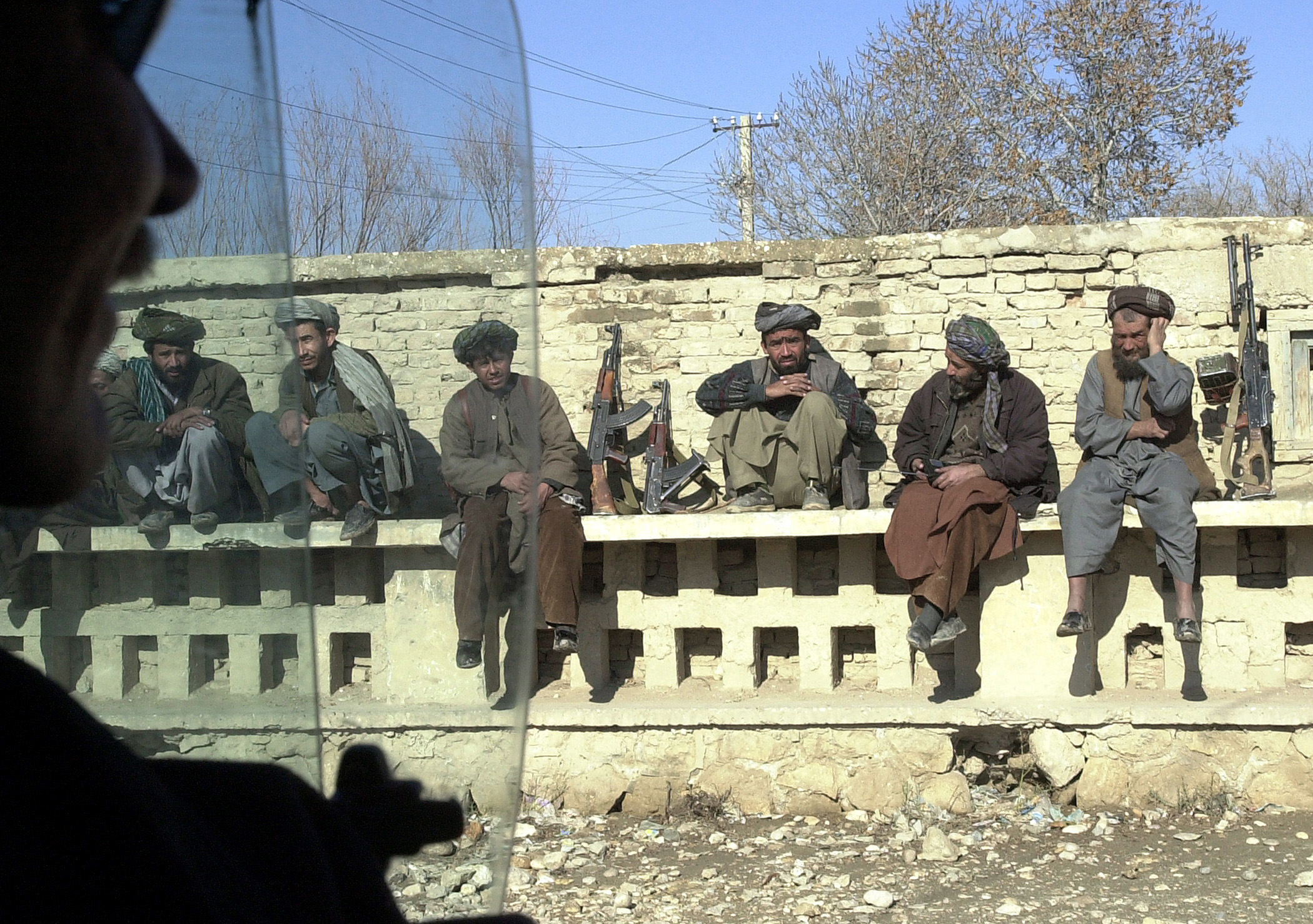
ドスタム将軍配下の北部同盟の兵士

2001年9月、アメリカ同時多発テロ事件が発生し、10月にはアメリカ合衆国がアフガニスタンに侵攻し、有志連合や北部同盟と共に戦闘を開始した。ドスタムは北部同盟に加盟し、11月にバルフ州からターリバーンを追い払ったが（マザーリシャリーフ奪還）、その時手を貸したムジャヒディーンがアタ・モハマド・ヌールである。アタはバルフ州のイスラム協会軍の指揮官で、1992年にドスタムが共産党政権に反旗を翻すとドスタムと共闘した。その後、内戦が始まると袂を分かち、マザーリシャリーフを巡ってドスタムと一戦を交えた人物である。タリバンを追い払った後、ドスタムはアフガニスタン北部を再び支配しようとしたが、アタもまた野心を持っていた。ドスタムとアタは約2年間、バルフ州やその周辺で小競り合いを続けた。2003年10月、戦闘は本格化し数十人の死者が出た為、国際社会や政府は2人の戦国武将（warlord）に圧力をかけて戦争を中止させた。調停の結果、ドスタムは州内ではマザーリシャリーフだけを得て、それ以外は手放ざるを得なくなった。国際社会（特に日本政府）は武装解除・動員解除・社会復帰（DDR）を進めて、伊勢崎賢治などが中心となりドスタムとアタから兵士や武器を取り上げた。治安維持は国際治安支援部隊（ISAF）が行うことになり、第一段階として2003年12月からアフガニスタン北部で活動を開始した。バルフ州の担当はスウェーデン軍が指揮するマザーリシャリーフ地方復興チーム（キャンプ・ノーザンライト）で、2004年から任務を開始した。またアフガニスタン北部を統括する北部地域司令部（Regional Command North）がマールムル郡（キャンプ･マーマル）に置かれた。更に政府はドスタムの支配地域を解体しようとしたので、怒ったドスタムは2004年4月にファーリヤーブ州の州都を占領して抗議した。バルフ州では2004年7月にアタが州知事に任命された。ドスタムは国防次官を解任されそうになったので、辞職して2004年の大統領選挙に出馬した。

### 第一回大統領選挙後
2004年10月、第一回の大統領選挙が実施され、ハーミド・カルザイが当選した。ドスタムも善戦しバルフ州では3位（約23％）になった。2005年3月、カルザイ大統領はドスタムを参謀総長に任命した。2005年7月、日本政府が主導する国防省傘下の旧国軍6万人の武装解除が完了した。9月には第一回の下院議員選挙が行われた。

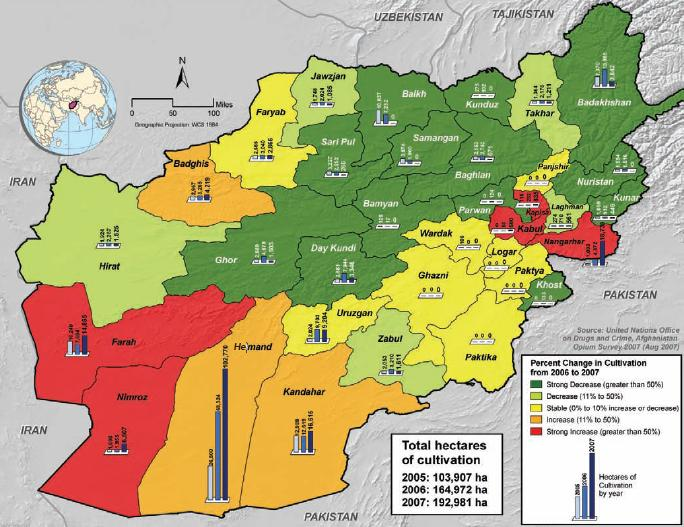
2005年から2007年の麻薬生産量の推移。バルフ州は60％以上の削減に成功した緑の州の1つである

しかしバルフ州は北部最大の麻薬の生産地であり、生産量が急増していた。アタ知事は英国のシンクタンクが考案した「ケシ撲滅計画」を実行して、3年間で生産量をゼロにしてケシ・フリーを実現した。また日本などの援助によって2006年から2007年の間に300校以上の学校を建設し、病院や道路を整備して民心を掴んだので、2009年の大統領選挙の前にアタ知事の権勢は絶大な物になっていた。
一方、ドスタムは軍閥解体に抵抗した。2007年5月には本拠地のジョウズジャーン州でドスタム派のデモ隊が警察に発砲され、数十人の死傷者を出した。また2009年にはタリバン兵捕虜の虐殺事件がアメリカで問題になり、ドスタムの立場が危うくなった。しかしドスタムはカルザイ大統領に恭順の姿勢を示し、選挙に協力することで窮地を切り抜けた。

### 第二回大統領選挙後
2009年、第二回の大統領選挙が実施され、バルフ州ではアタ知事が応援するアブドラ・アブドラ元外相（約12万票）が、ドスタムが応援するカルザイ大統領（約11万票）を抑えて1位になった。しかし結局カルザイ大統領が再選したので、アタ知事らは大いに悔しがった。2010年、第二回の下院議員選挙（Wolesi Jirga）と州議会選挙が行われたが、戦争は更に激しくなりISAFや民間人の死傷者が急増した。2011年、鉄道が開通し、天然ガスの供給や石油採掘計画が始まった。しかし4月にアメリカ人牧師のコーラン焚書活動に対する抗議デモが暴徒化し、爆弾テロが頻発した。

### 第三回大統領選挙後

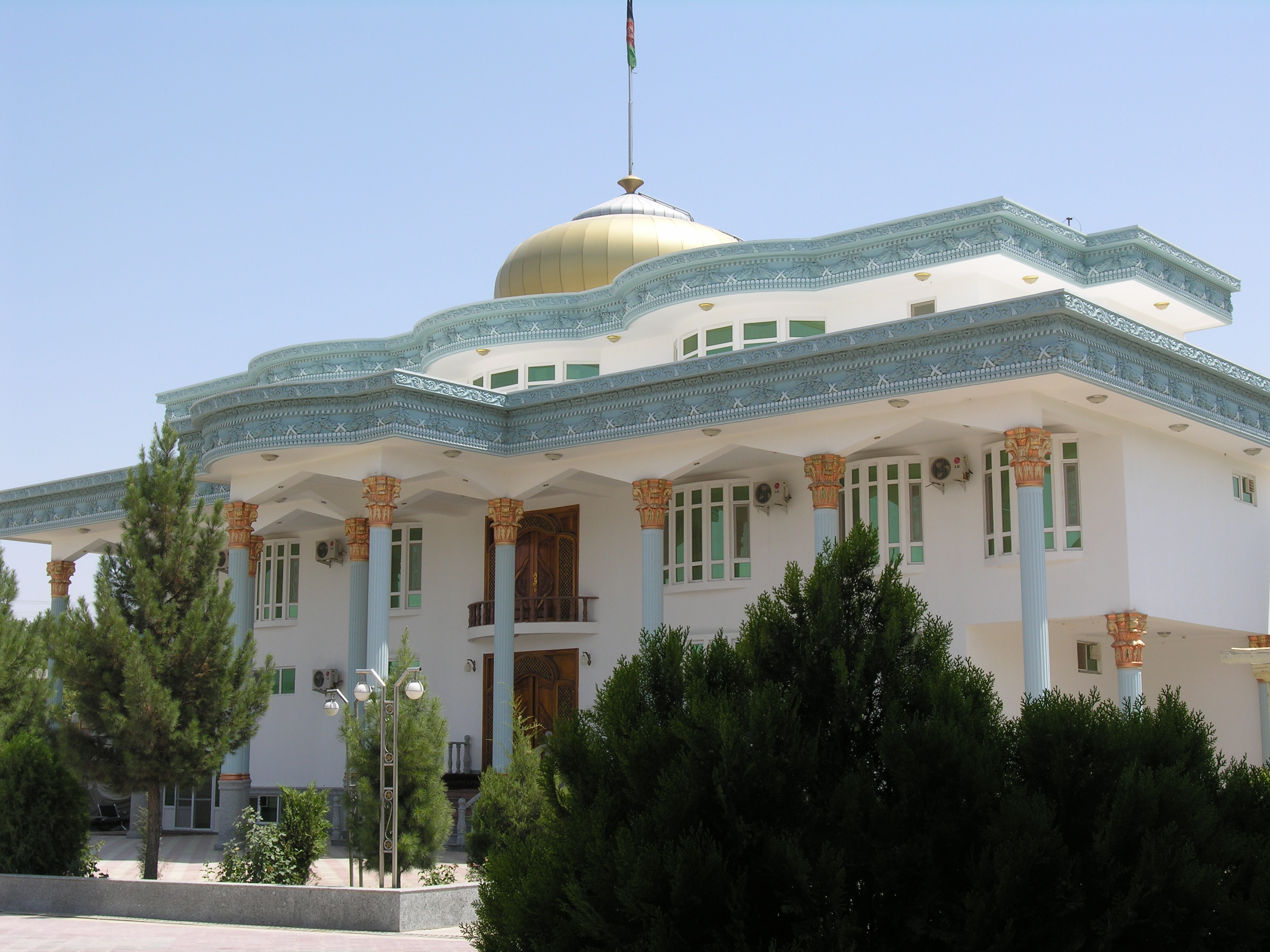
知事公邸

2014年4月、第三回の大統領選挙が実施され、バルフ州ではアタ知事が応援するアブドラ・アブドラ元外相（約24万票）が、ドスタムが応援するアシュラフ・ガニー元財務大臣（約11万票）を抑えて1位になった。元ムジャーヒディーンのアブドラ・アブドラ元外相は全国的に人気があり、パシュトゥーン人地域をまとめきれないガニー元財務大臣に対して優位を保っていた。しかし決選投票の結果、ガニー元財務大臣が大統領に就任しアブドラ元外相は行政長官（首相に相当）として国家統一政府（NUG）に参画することになった。またドスタムの応援はガニー元財務大臣にとって大きな力となり、当選に対して大いに貢献したという意見がある。5月、アメリカ軍がキャンプ・マイク・スパン（デダーディー郡）から撤退した。12月、ISAFが終了し多国籍軍は確固たる支援任務に移行し、治安はアフガニスタン軍や警察が独力で維持することになった。
2015年、イスラム国はパリ同時多発テロ事件などを起こし、世界中にテロ活動を広げていた。1月、ターリバーンの一部がイスラム国に寝返って「ホラサン州」(ISIL-K)の設置を宣言したので、治安当局はターリバーン全体がイスラム国に鞍替えするのではないかと警戒した。またドスタム第一副大統領はタジキスタン、ウズベキスタン、中国、チェチェンなどの外国人兵を非常に警戒しており、パキスタンの軍統合情報局（ISI）が反乱を先導していると考えていた。ドスタムは2015年から2016年にかけて、ファーリヤーブ州など自らの政治基盤を自費を投じて回り、軍隊を動員してターリバーンを追い払い、存在をアピールした。6月、アタ知事は政府に対してアフガニスタン北部地方の危機を政府に訴えたが、政府は内紛に忙しく無反応だった。10月、近隣でクンドゥーズの戦いが起き州都が陥落した。衝撃を受けたアメリカ合衆国のバラク・オバマ大統領はアメリカ軍の完全撤退を断念した。12月、日本が資金援助したマザリシャリフ市内の環状道路が竣工した。未舗装だった道路が4車線道路になり、歩道や排水溝が整備され、交差点のラウンドアバウトやバスの駐車帯などが増設された。
2016年4月、アタ知事はアシュラフ・ガニー大統領に治安方針の実行を強く求めた。11月、マザーリシャリーフ市で自動車爆弾が大爆発し、100軒以上が破壊され、市民に多数の死傷者が出た。同月、ガニー大統領とアタ知事が会談を行った。両者の関係は大統領選挙戦やアタ知事の再任問題により深刻にこじれていた。12月、ドスタム第一副大統領と5人のボディーガードがジョウズジャーン州元知事のアハマド・イシュチ（Ahmad Eshchi）をブズカシの会場から拉致監禁し、銃を使って性的に暴行した事件で訴えられ、翌年トルコに出国した。
2017年2月、ガニー大統領はアタ知事を再任した。この頃アタ知事はアブドラ行政長官の不作為に対して落胆し、2014年の大統領選挙でアブドラ行政長官を支持した事を後悔していた。3月、新年を祝う祭りノウルーズに合わせて、マザーリシャリーフ市から30キロ離れた地点に検問所を設けて市内への武器の持ち込みを禁止するなど、厳戒態勢が敷かれた。しかし4月、ターリバーンは陸軍第209軍団の基地を攻撃し、130人以上の兵士を殺害した。ターリバーンは軍服を着て、過去の戦闘で奪った軍の車両に乗って基地内の検問を突破し、基地内のモスクで礼拝中の軍人達を殺害した。同月、チムタール郡のターリバーン部隊200人が講和に応じた。部隊長は51歳で30年前にムジャーヒディーンとなったが、最近はターリバーンに騙されていると感じ戦いに疲れていた。しかしチムタール郡の全てのターリバーンが講和に応じた訳ではなく、数か月後には治安軍の掃討作戦が行われた。5月、カンダハール州などアフガニスタン南部から仕事を求めて州内に入ろうとした麻薬農家の労働者1000人が高速道路で警察に見つかった。民間の研究所によると、バルフ州で麻薬栽培が復活しており、チムタール郡やチャールボーラク郡などで栽培された麻薬をターリバーンが運び出していると言う。
2017年6月、アタ知事はラマダン明けのイド・アル＝フィトルの演説で、政府が治安体制の改革を行わなければ、カブールで数十万人規模のデモを行うと発表した。7月、ドスタム派の警察幹部ニザムッディン・カイサリ（Nizamuddin Qaisari）が陸軍第209軍団の基地内での銃撃戦の末に逮捕された。ドスタム派（Junbish-e-Milli党）は微罪逮捕・国策逮捕に反発して、バルフ州やジョウズジャーン州、ファーリヤーブ州、サーレポル州、サマンガーン州などで政府庁舎の閉鎖、国境交通の遮断、工場電力の遮断などの抗議活動・暴動を起こした。同月、トルコに逃亡中だったドスタム第一副大統領の飛行機がマザーリシャリーフ空港に着陸しようとしたが、カブールのハミード・カルザイ国際空港に着陸するように命令されて帰国を断念した。同月、アタ知事はガニー大統領が権力をほしいままにして多数派による専制政治を行っており、それが公共事業の汚職やISISの跋扈につながっていると大統領を批判した。アタ知事はムハンマド・モハッケクやドスタム第一副大統領と共にアフガニスタン救済連合を結成し、サラフッディン・ラバニと行動を共にしている。8月、アタ知事はアフガニスタン救済連合の集会で行政改革を訴え、ドスタム第一副大統領に早期帰国を呼び掛けた。同月、マザーリシャリーフ空港で州議会議員のアシフ・モハマンド（Asif Mohmand）が汚職容疑で逮捕された。議員の支持者が逮捕に抵抗したので、警察と衝突し死傷者が出た。アシフ・モハマンドはアタ知事にとってのアハマド・イシュチになろうとして、アタ知事の暴力を告発した。
2017年8月、アメリカ合衆国のドナルド・トランプ大統領は状況の悪化を防ぐために増派を決定した。10月、アフガニスタン政府の支配地域は407郡中231郡（57％）にすぎないことが判明した。政府とターリバーンは122郡（30％）の支配を争っており、ターリバーンが54郡（13％）を支配していることが分かった。ターリバーンの支配地域は2015年11月から2017年8月の間に倍増しており、紛争地域も1.4倍増加した。ウルズガーン州（7郡中5郡）やクンドゥーズ州（7郡中5郡）、ヘルマンド州（14郡中9郡）はほぼターリバーンに支配されていた。10月、イスラム国の首都ラッカが陥落した。12月、イスラム国が近隣のジョウズジャーン州に基地を建設していることが明らかになった。同月、多国籍軍はバルフ州やカンダハール州の軍用飛行場を整備し、整備工場やパイロットの宿舎を建設し、アフガニスタン空軍の規模を数年で120機から400機に拡大すると発表した。
アフガニスタン政府は地方の実力者と実力者が抱える民兵について悩んでいた。実力者と民兵は政府と利害が一致している間は政府の役に立つものの、所詮は独自の利害のために動いているだけで害も大きかった。民兵は例えば地方政府の役人を誘拐して汚職を行うように強要したり、市民から独自の通行税や鉱山税を徴収したり、武器や麻薬の密輸を行ったりして体感治安を悪化させていた。アタ知事とその民兵もかつては政府のために麻薬栽培の抑制に力を貸したことがあった。しかし最近は麻薬栽培の抑制には関心がなく、民兵を使って私利私欲に走っているとアフガニスタン政府やアメリカ軍は考えていた。具体的にはアタ知事は他人の土地や公職を自分の家臣に勝手に分配したり、政敵を暗殺・虐待することで治安を守ってきたようである。
2017年12月、ガニー大統領はバルフ州知事にモハマド・ダウード技師（Mohammad Dawoud）を指名して、アタ知事を解任しようとしたが、アタ知事はそれを拒否した。2018年1月、アタ知事はモハマド・ダウード新知事に殺人の嫌疑をかけて州から追放した。同月、アメリカ合衆国のマイク・ペンス副大統領はガニー大統領に平和的な解決を要請した。ガニー大統領とアタ知事、アタ知事が所属するイスラム協会の間で非公開の交渉が行われ、アタ知事は半大統領制の導入、法律で保障された電子国民IDカード、政治的な正義の維持、州知事や役職候補者の推薦などを要求した。3月、ガニー大統領が要求を受諾したので、アタ知事は元知事・現下院議員のモハマド・イスハーク・ラゴザール（Mohammad Ishaq Rahgozar）に州知事職を譲った。4月、ガニー大統領はアフガニスタン国陸軍地域隊を創設して、民兵や地元の実力者の息のかかった地方警察に頼らず、地方の治安を守ることにした。
2018年10月、延期されていた第三回の下院議員選挙が行われ、州内では82人（うち女性は20人）が立候補した。同月、ガニー大統領がバルフ州を訪れて、全国5100か所の投票所に約5万5千人の治安軍を配置する計画を発表して新知事を支援した。バルフ州では州西部の5郡（チャールボーラク郡やチムタール郡、ダウラターバード郡やショールガラ郡、ショールテパ郡）の治安が心配されており、特に315か所中41か所の投票所はターリバーンの占領目前だった。治安軍はダウラターバード郡でターリバーンの地元指導者を殺害（3月）、チムタール郡で進撃中のターリバーンを特殊部隊が攻撃（3月）、チャールボーラク郡のターリバーンの拠点をアメリカ軍と合同で空爆・攻撃（4月）していたが、ターリバーンはショールガラ郡で村を守っていた警察の反乱鎮圧部隊を宴会に招いて多数を殺害（1月）、チムタール郡の村を占領（7月）、陸軍209軍団の退却（11月） など戦闘が続いていた。また2018年は全国的に大干ばつに見舞われ、バルフ州でも4月の降水量が平年の半分以下に留まった。そのためチャールケント郡のある農民は農地を捨て、家畜を売り払ってマザーリシャリフ市に避難せざるを得なかった。同様の難民は７万人以上に達し、年収が３分の１になってしまった農民は経済的に困窮した。アタ知事の退任後、組同士の抗争を仲裁できる人間が居なくなり、治安が悪化している。
2019年3月、ガニー大統領は州警察の長官にアブデュル・ラキブ・ムバレズ将軍（Abdul Raqib Mubarez）を任命し、州知事交代の際にアタ知事が推薦したイクラムッディン・サミ将軍（Ikramuddin Sami）を解任した。アタ派は約束違反に怒り、空港からマザーリシャリーフ市内に入ろうとしたアブデュル将軍を阻止し、にらみ合いの後で銃撃戦が始まった。警察本部周辺の他にショールガラ郡やバルフ郡、チムタール郡などでも治安に悪影響があったという説があるが、結局アタ派はアブデュル将軍の着任を阻止することは出来なかった。4月、政治決着によりアブデュル将軍は異動し、新たにモハマド・アジマル・ファイズ将軍（Mohammad Ajmal Fayiz）が代理長官に任命された。同月、ガニー大統領は隣接するクンドゥーズ州に217軍団を新設して、アフガニスタン北部に睨みを効かせた。

### 第四回大統領選挙後
2019年9月、第四回の大統領選挙が実施された。選挙戦ではドスタム第一副大統領がアブドラ・アブドラ行政長官を支持し、アタはムハンマド・ハニーフ・アトマル元内務相を支持した。しかしアタとムハンマドは当選後の処遇を巡って決裂し、ムハンマド元内務相は選挙戦から撤退した。12月、ターリバーンが陸軍基地を攻撃し、兵士が死傷した。同月、2017年に逮捕され、後に釈放された元ドスタム派の警察幹部ニザムッディン・カイサリ（Nizamuddin Qaisari）の自宅をアフガニスタン治安軍が急襲した。カイサリの自宅には150人の私兵が居り、政府軍は180人の警官と60人の特殊部隊を動員してヘリコプターを使って急襲したが戦闘は20時間続き、カイサリを捕らえることは出来なかった。
2020年2月29日、アメリカ合衆国とターリバーンが和平合意を締結した。アメリカ合衆国はターリバーンにアフガニスタン政府が収監中のターリバン5000人の釈放を約束した。4月、ターリバーンはバルフ州で16人を釈放し、アフガニスタン政府も８人を釈放した。一方、2月の和平合意以降も戦闘は継続している。ターリバーンはアメリカ軍や都市部に対する攻撃を控えているが、地方でアフガニスタン治安軍と戦闘を続けており、バルフ州でも一進一退の攻防が続いている。またアタ元州知事によると、イスラム過激派の外国人兵が周辺の地域（バダフシャーン州やクンドゥーズ州、タハール州の一部やジョウズジャーン州のダルザーブ郡やクーシュ・テパ郡、ファーリヤーブ州のカイサール郡やサーレポル州のコーヒスタン郡、バードギース州の一部など）で活発に活動している。アメリカ軍は和平合意に基づいて急速に撤退しつつあり、アフガニスタン治安軍に対するアメリカ軍の航空支援は無くなった。しかしアメリカは事前にアフガニスタン軍にエンブラエル EMB-314を供与しており、バルフ州でもアフガニスタン空軍がターリバーンに対して爆撃を行っている。
3月、新型コロナウイルス感染症の世界的流行が拡大した。バルフ州のマザーリシャリーフ国際空港にはイランのマシュハド行きの航空路線があり、運航を停止していなかったので、ウズベキスタンはバルフ州に接する国境を封鎖した。マザーリシャリーフ市のブルーモスクは毎年イラン歴の元旦に5万人の参拝客を集めて盛大にノウルーズ祭りを催していたが、2020年は一般公開を中止し非公開の祝祭を行った。4月、コロナウイルス感染症流行による外出制限・封鎖によりマザーリシャリーフ市の店舗が閉店し、合計３万世帯が食糧難に陥った。ウズベキスタンから食糧援助が到着したものの、配給は民間のボランティア頼みで上手く行かず政府への批判が高まった。アフガニスタン政府はバルフ州に検査センター（200検体／日予定） や人工呼吸器（15機）を備えた病院（200床） を新設した。しかし検査セットの不足や政治的有力者の検査の優先などにより、一般市民が犠牲になっていると言う。4月30日、州内の陽性患者は169人に及び、マザーリシャリーフ市の封鎖が10日間延長された。ウズベキスタンから届いた食糧援助は数百トンに達したが、中央政府は政争の真っただ中にあり配給の指示を出せないでいた。
3月、ガニー大統領が再選し大統領就任を宣言したが対立候補のアブドラ行政長官は納得せず、混乱が続いた。5月、ガニー大統領とアブドラ行政長官の交渉が成立し、再び両者で権力を分け合うことになった。ドスタムは元帥に昇格し、国家高等評議会や国家安全保障評議会のメンバーになった。
6月、アフガニスタンで新型コロナウィルス感染症の流行が拡大し、トルコ政府がアフガニスタン行きの航空路線の運航を停止した
9月、アフガニスタン政府とターリバーンが和平交渉を開始した。交渉団にはアタ元州知事の息子のハレード・ヌールやドスタム元帥の息子のバトゥール・ドスタムが参加している。10月、バルフ州でもチャールケント郡のターリバーン125人が和平プロセスに応じた。
10月、ガニー大統領は新知事に元下院議員のMohammad Farhad Azimiを指名した。
11月、ターリバーンが治安軍の検問所の存在を理由にダウラターバード病院の医師や職員に出勤停止を命じた為、病院が閉鎖に追い込まれた。同月、マザーリシャリーフ市の小学生アブデュル・ラウフ君（Abdul Rauf ）が通学中に誘拐された。犯人はビデオを投稿して身代金の支払いを迫ったので、ガニー大統領が警察を叱責するほどの大問題になった。
2021年2月、上院経済政策委員会の上院議員３人がハイーラターンの税関職員に6万ドルの賄賂を要求して逮捕された。

### 外国軍の撤退開始後
4月、アフガニスタン政府はターリバーンにラマダン停戦を呼びかけたが、ターリバーンは攻撃を続けている。バルフ州ではチムタール郡の軍検問所が襲撃され、兵士10人が死亡した。
6月、州都から24キロ離れたバルフ郡の6割以上（184村中119村）がターリンバーンの支配下にあった。ターリバーンはアフガニスタン政府の治安部隊を激しく攻撃しており、郡内の軍基地や警察本部が大規模な攻撃を受けた。郡内では180人の民兵が政府側について戦っている。6月下旬、ターリバーンはショールガラ郡やダウラターバード郡を占領した。
7月、バルフ州ではカルダール郡やチャールボーラク郡など14郡中9郡がターリバーンに占領されていた。アタ元州知事は手勢を動員して、ターリバーンと戦うことにした。反政府勢力は反発し、ムハンマド・モハッケクの息子と会議中のアタ元州知事の自宅を迫撃砲で攻撃した。アタ元州知事などの地元有力者たちは政府に対して武器の供給や月給1万アフガニーと引き換えに5000人の民兵を派遣すると約束した。同月、ラシッド・ドスタムも政府に対して自分の手勢に対する武器の供給を求めた。同月、アタ元州知事は州都に司令部を設置して民兵に睨みを効かせ、配下の民兵達に不必要に市内に立ち入らないように命じた。一方、民兵には悪い話もあり、地域間の商取引を守るために何の訓練も受けていない素人が騙されて高速道路警備に駆り出され敵地に放り出され、戦死しても遺族には何の補償もないという話もある。
7月17日と7月18日、イード・アル＝アドハー（犠牲祭）を前にアフガニスタン政府とターリバーンの和平協議がドーハで行われた。アフガニスタン政府は従来にない高位の要人を交渉団に参加させて、ターリバーンを説得しようとした。交渉団にはアタ元州知事やラシッド・ドスタムの息子のバトゥール・ドスタム（Batur Dostum Salam Rahimi）、サイイド・マンスール・ナーディリーの息子のサイイド・サダト・マンスール・ナーディリー（Sayed Saadat Mansoor Naderi ）など北部軍閥の幹部が参加したが、交渉は決裂した。
8月7日から8月8日にかけて、ターリバーンは西隣のジョウズジャーン州やサーレポル州、東隣のクンドゥーズ州の州都を次々と占領した。8月8日、ターリバーンはマザーリシャリーフ近郊のデダーディー郡を攻撃した。8月9日、サマンガーン州の政府軍が撤退し、周辺の全ての州がターリバーンの占領地になった。8月10日、ターリバーンはナフリ・シャーヒー郡やデダーディー郡を守るアフガニスタン軍を攻撃したが、アフガニスタン軍が撃退した。しかし政府軍の前線は全長34キロメートル以上あるので脆弱だと言う。8月11日、ガーニ大統領やラシッド・ドスタム、ジュマ・カーン・ハムダードがバルフ州に来訪し、政府軍と民兵の協力についてアタ元州知事と会談した。ガーニ大統領は領土の奪還とゲリラ戦を行うつもりだと言う。8月12日現在、州都から24キロ離れたバルフはターリバーンの支配下にあり、ターリバーンの市長が治めている。国連によると、女性人権家がルール違反により射殺されたと言う。8月13日、デダーディー郡で戦闘が続いている。ターリバーンは住民を盾にして攻撃をしかけている。ジョウズジャーン州の飛行場で防戦を続けていたドスタム将軍の息子のヤール・モハマド・ドスタムがマザーリシャリーフに到着した。8月14日、ターリバーンが複数の方向からマザーリシャリーフ市に攻め寄せ、アフガニスタン軍や民兵が防戦した。同日、マザーリシャリーフ市は陥落した。一説によるとアフガニスタン軍があっさり降伏した為、民兵も戦意を失い、アタ元州知事やラシッド・ドスタムは州外に逃亡した。

## 政治

### 治安
バルフ州には民族毎に組織された違法な民兵がおり、麻薬ビジネスや組織犯罪に関わっている。また車両強盗や押し込み強盗、反政府活動などもあり、治安は良くない。2011年にはアメリカ人牧師のコーラン焚書活動に対する抗議デモが暴徒化して、国連事務所の外国人職員が殺害される事件が起きた。
- 2010年5月 - トルクメニスタン人運転手4人の誘拐（不明）[159]
- 2010年9月 - NATO軍の車列に対する自爆テロ（市民1人死亡・28人負傷）[158]
- 2010年12月 - ドイツ人コンサルタントの車を襲撃（死亡）[158]
- 同月 - 韓国企業に雇われたバングラデシュ人技師7人の誘拐（1人死亡・救出）[158]
- 2011年4月 - コーラン焚書抗議デモが暴徒化し、国連事務所を襲撃（職員3人・警備兵4人死亡）[158]
- 2011年7月 - マザーリシャリーフ市で自転車爆弾が爆発（5人死亡、12人負傷）[160]
- 2011年12月 - マザーリシャリーフ市のモスク近くで、自転車爆弾が爆発（兵士など4人死亡）[161]
- 2012年10月 - ダウラターバード郡で道路脇の爆弾にミニバスが衝突（市民15人死亡・18人負傷）[162]
- 2013年11月 - 副知事の車に対する自爆テロ（市民1人死亡・4人負傷）[163]
- 2015年4月 - マザーリシャリーフ市の裁判所に対する攻撃（10人死亡・66人負傷）[164]
- 2016年1月 - マザーリシャリーフ市のインド領事館に対する攻撃（1人死亡・11人負傷）[165][166]
- 2016年11月 - マザーリシャリーフ市のドイツ領事館に自動車爆弾が突入（2人死亡）[167]
- 2017年4月 - マザーリシャリーフ市の陸軍基地にターリバーンが侵入（140人死亡）[168]
- 2017年7月 - ドスタム派のデモ隊がハイーラターンを封鎖[68]
- 2018年1月 - マザーリシャリーフ市で上院議員と下院議員のボディーガードが数時間に渡って銃撃戦（不明）[169]
- 2018年10月 - バルフ州北部で選挙従事者が誘拐され殺害された（4人死亡）[170]
- 2019年3月 - ドスタム第一副大統領の車列をターリバーンが攻撃（1人死亡）[171]
- 同月 - アタ派が警察本部の周辺で銃撃（25人逮捕・１人負傷もしくは1人死亡・18人負傷）[99][172][173]

### 軍事基地
- キャンプ・シャヒーン（デダーディー郡）- 第209軍団
- キャンプ･マーマル（デダーディー郡）- 北部訓練助言支援コマンド
- カライジャンギ要塞（デダーディー郡）- 西洋式の星形要塞の遺跡

## 行政区分

### 郡

バルフ州の郡

バルフ州は、2市14郡を擁する。名称は各郡の中心都市に寄り、各郡に郡長が居る。
1. バルフ郡 -  バルフ、481平方キロメートル、73村[175]
2. チャールボーラク郡（チャールボーラク郡[3][176]）
3. Char kent（チャールケント郡[3]）
4. Chimtal（チムタール郡[3]）
5. Dawlat Abad（ダウラターバード郡[3]）
6. Dehdadi（デダーディー郡[3]）- 254平方キロメートル、36村[175]
7. Kaldar（カルダール郡[3]）
8. Khulmi（ホルム郡[3][177]）- ホルム
9. Kishindeh（キシンデ郡[3]）
10. Marmul（マールムル郡[3]）
11. マザーリシャリーフ郡 - 州都: マザーリシャリーフ
12. Nahri Shahi（ナフリ・シャーヒー郡[3][178]）
13. Sholgara（ショールガラ郡[3]）
14. Shortepa（ショールテパ郡[3]）
15. Zari（ザーリー郡[3]）
16. Sharak-e-Hayratan (Hairatan) - ハイーラターン[3]

### 主要都市
人口が最も多いのは州都のあるマザーリシャリーフ郡（約37万人） である。しかし古都バルフのあるバルフ郡（約12万人） やその北にあるダウラターバード郡（約10万人） の人口も多い。またバルフの南側の台地にも多くの住民が暮らしており、チムタール郡（約9万人） やショールガラ郡（約11万人） がある。人口1万人以上の都市はマザーリシャリーフ（36万8100人）、ホルム（4万7200人）、バルフ（1万4700人）、ダウラターバード（1万300人）、ショールガラ（9900人）である。

## 産業
アフガニスタン屈指の小麦と大麦の産地で、ザクロや綿花などを産出する。ウズベキスタンなど中央アジアへの玄関口であり、交通や貿易、流通の拠点である。

### 農業
| 種類             | 生産量       | 順位 |
| ---------------- | ------------ | ---- |
| 小麦             | 42万1000トン | ２位 |
| 大麦             | 4万3380トン  | １位 |
| 米               | 2万5610トン  | ７位 |
| 綿花             | 8778トン     | ２位 |
| とうもろこし     | 5720トン     | 21位 |
| グレープフルーツ | 1115トン     | ８位 |
| ザクロ           | 1000トン     | ２位 |
| アーモンド       | 560トン      | ７位 |
| りんご           | 500トン      | ６位 |
| 桃               | 100トン      | ６位 |

バルフ州は農業が盛んで、農業収入が家計収入の4割（42％）を占めている。バルフ州は雨が降らない地域でも灌漑によって水が供給されている。農地では穀物や野菜、果物、商品作物などが栽培されており、特に小麦（34州中2位）や大麦（34州中1位）の生産は全国的に見ても盛んで、米もかなり生産（34州中7位）されている。一方、トウモロコシ（34州中21位）の生産は比較的少ない。また種実類の木もあり、アーモンド（34州中7位）がかなり生産されている。ゴマや綿花、タバコなどの商品作物も増えており、特に綿花（16州中2位）の生産は盛んである。果物はザクロ（34州中2位）の生産が盛んで、桃やリンゴ（34州中6位）、グレープフルーツ（34州中8位）もかなり生産されている。その他にアマ、メロンやスイカ、ピスタチオ などが栽培されており、ケシや大麻の畑もある。麻薬栽培は政府の取り締まりにもかかわらず、軍閥の庇護によって半数以上が残っていると言う。農家の年収（平均350ドル/世帯）を増やす為に、付加価値の高い農産物への転換や農産業の育成が進められている。
2010年、ホルム産の500トンのザクロがインドや中央アジア諸国に輸出された。ザクロは国内より高く売れるため、ホルムでは生産が40%増加している。農業の機械化は遅れており、2011年にドイツ国際協力公社がトラクターを供与した。桃の原木もドイツやトルコから輸入されており、収穫された桃はカブールなどに出荷されている。2017年、農業省はカブールやバルフ州などに果物などを保存できる冷蔵倉庫を建設する計画を発表した。2019年、ターキッシュ エアラインズを使ったドライフルーツの輸出が始まった。農業省は2010年から2020年の間に15000エーカー以上の果樹園を建設した。果物の生産は順調に拡大しており、市場開拓と冷蔵倉庫の整備が課題になっている。2020年現在、農業省は７棟の冷蔵倉庫の建設を完了しており、秋に収穫したザクロを春まで冷蔵することで７倍の価格で出荷できると予想している。
ケシ栽培の代わりの換金性の農作物として、2008年から州内で栽培を開始したサフランは年々生産量を増やしており、2020年は140キログラムを超える収穫があった。サフランはグラム当たりの販売価格が非常に高価なスパイスであり、１キログラムで６～８万アフガニ（約10万円）の価値がある。サフランは主に中国やインド、アラブ首長国連邦やドイツに輸出されている。

### 畜産業
アフガニスタンには150万人の遊牧民がおり、国内を移動している。バルフ州にもコチ族などの遊牧民がおり、夏季には6万人、冬季には5万人が滞在する。例えば夏になると、西隣のサーレポル州から120家族のコチ族がやって来ると言う。また越冬のために短期滞在する遊牧民も多い。西の台地のチムタール郡や東の山間のマールムル郡、チャールケント郡の荒野には牧草や低木が生えており、放牧に適しているようである。また郊外住民の6割も牛やロバ、家禽、羊やヤギなどを飼育しており、牛乳が生産されている。

### 漁業
バルフ州には46か所の養魚場があり、毎年11～13トンの魚を1キロあたり400アフガニ（約500円）の固定価格で市場に出荷している。養魚場は120メートル・18メートルのプールで、１か所につき3～4千匹の魚を育てることが出来る。46か所の養魚場のうち10か所は農業省が建設したものである。１か所の建設費は75万アフガニ（100万円）である。

### 工業

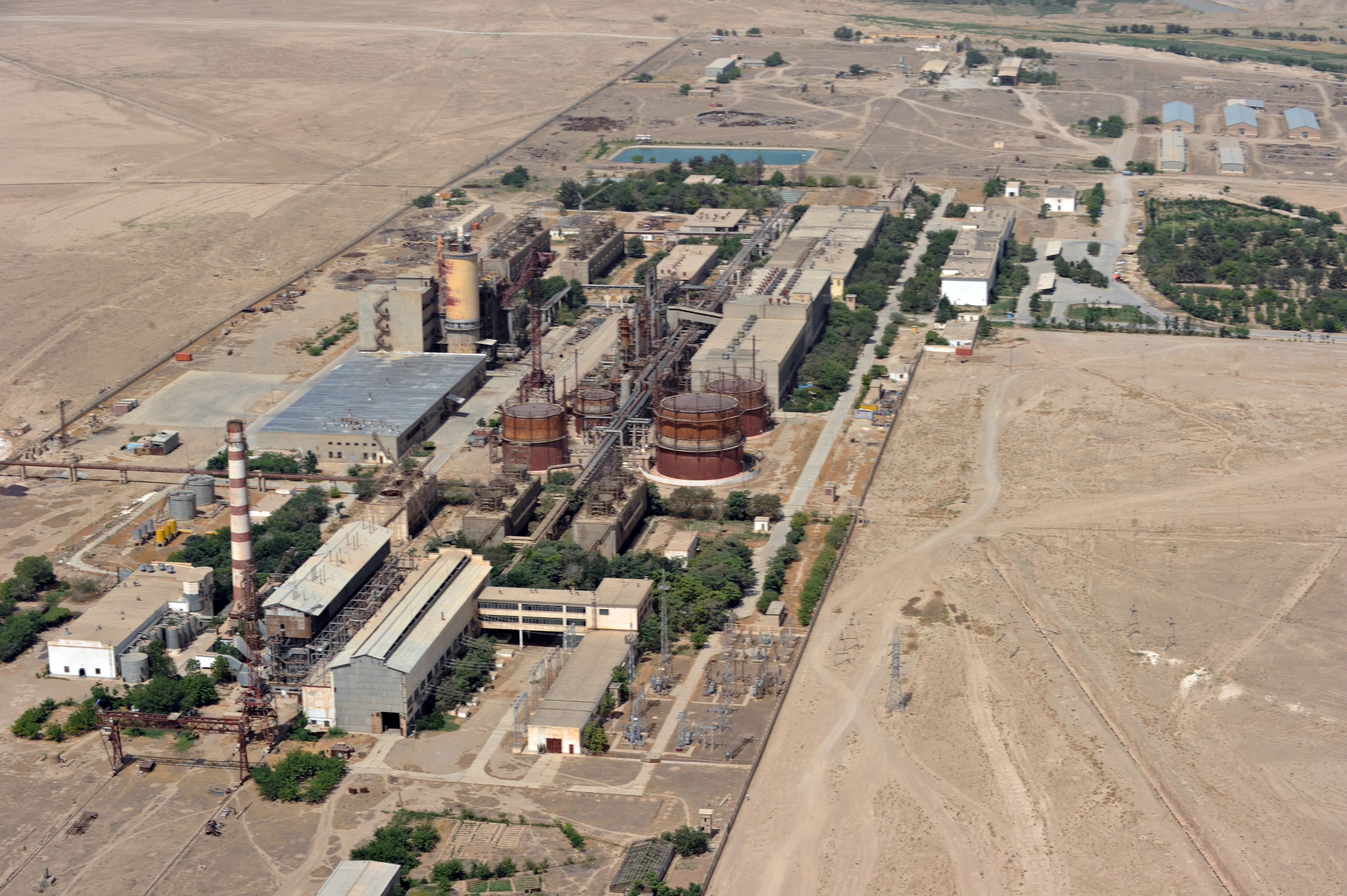
マザーリシャリーフにある肥料工場と火力発電所

バルフ州には羊の毛皮をカラクール・スキンに加工する工場がある。また火力発電所があり、燃料はジョウズジャーン州などのガス田から天然ガスがパイプラインで供給されている。2014年から2015年頃、バルフ州では電力不足や原材料不足により石油精製所や食用油工場、製粉工場など180か所の工場が経営危機に陥り、多くの労働者が解雇された。例えば1984年にソビエト連邦によって建設されたマザーリシャリーフ・サイロ＆ベーカリー（Mazar-e-Sharif Silo and Bakery）は、サイロに最大4万トンの小麦を貯蔵することが可能で日産2万5千個のパンを製造することが出来たが、経営破綻した。2017年、民間会社がカブールやバルフ州などに製錬工場を建設する計画を発表した。
バルフ州ではその他に伝統的な産業として羊毛を使った手織りの敷物やカーペット、綿や絹の手織りの布地に手縫いの刺繍を入れたチャパンやブルカ、肩掛けや宝石などの工芸品、ラクダを使って抽出した食用のごま油 の製造などが行われている。しかし伝統産業は輸入品の脅威・価格競争にさらされており、マザーリシャリーフの市場にはポリエステルで出来た安価な中国製のブルカが溢れていると言う。
2020年現在のバルフ州の電気料金は1キロワット6.25アフガニであり、カブール（2.5アフガニ）の2倍以上である。一説によると一般的な住民の月給は7000アフガニ（約30ドル）にもかかわらず、電気料金は2か月で3000～4000アフガニに及び、配電会社のDa Afghanistan Breshna Sherkat社（DABS社）に対する抗議活動が起きている。アフガニスタンは年間2億8000万ドル以上を支払って680メガワットの電力を近隣の国から輸入している。しかし一説によると国民の35パーセントしか電気を利用できていないと言う。
2020年6月、マザーリシャリーフに民営の火力発電所を建設することが決まった。この発電所はアフガニスタンのガザンファー・グループ（Ghazanfar Group）とエジプトの建設会社のハッサン・アラム・ホールディングス（Hassan Allam Holdings）が出資し、アジア開発銀行（ADB）や国際協力機構（JICA）、国際金融公社（IFC）やドイツ投資開発公社（DEG）などが融資を行う火力発電事業の一部である。マザーリシャリーフに建設される発電所は天然ガスを燃料として58.56メガワットの電力を発電する。総事業費は8900万ドルである。

### 商業
一方、マザーリシャリーフには国内屈指の小麦・小麦粉市場があり、多数の卸売業者や小売業者が居る。アフガニスタンは小麦を自給自足できないので、パキスタンや中央アジアから大量に輸入している。カザフスタンやウズベキスタンから輸入された小麦や小麦粉は一旦マザーリシャリーフに蓄積されてから、アフガニスタンの北部や中央高地、首都カブールに運ばれる。マザーリシャリーフの穀物流通はヘラートと比べると、非常に広域的である。

### 鉱業
バルフ州には建設資材や石英ガラスの鉱山がある。またバルフ州の辺りからはアフガン・タジク堆積盆地（Afghan-Tajik Basin）が始まっており天然ガスや石油資源の発見が予想されている。2014年以降、ドバイのドラゴン・オイルやアフガニスタン企業のガザンファー（Ghazanfar）、トルコのTPAOが試掘を行う予定である。

## 交通

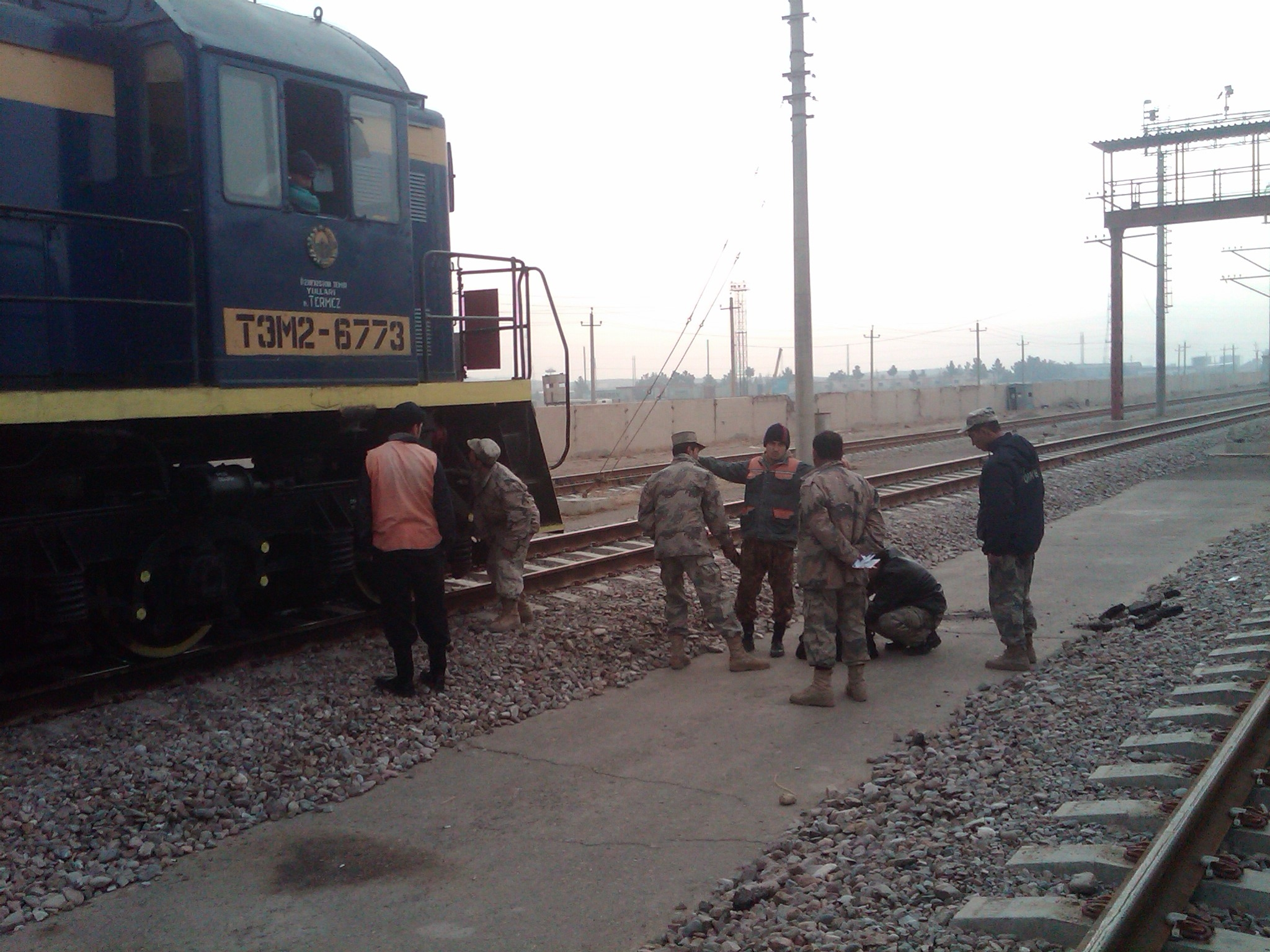
ハイーラターンに停車中の機関車

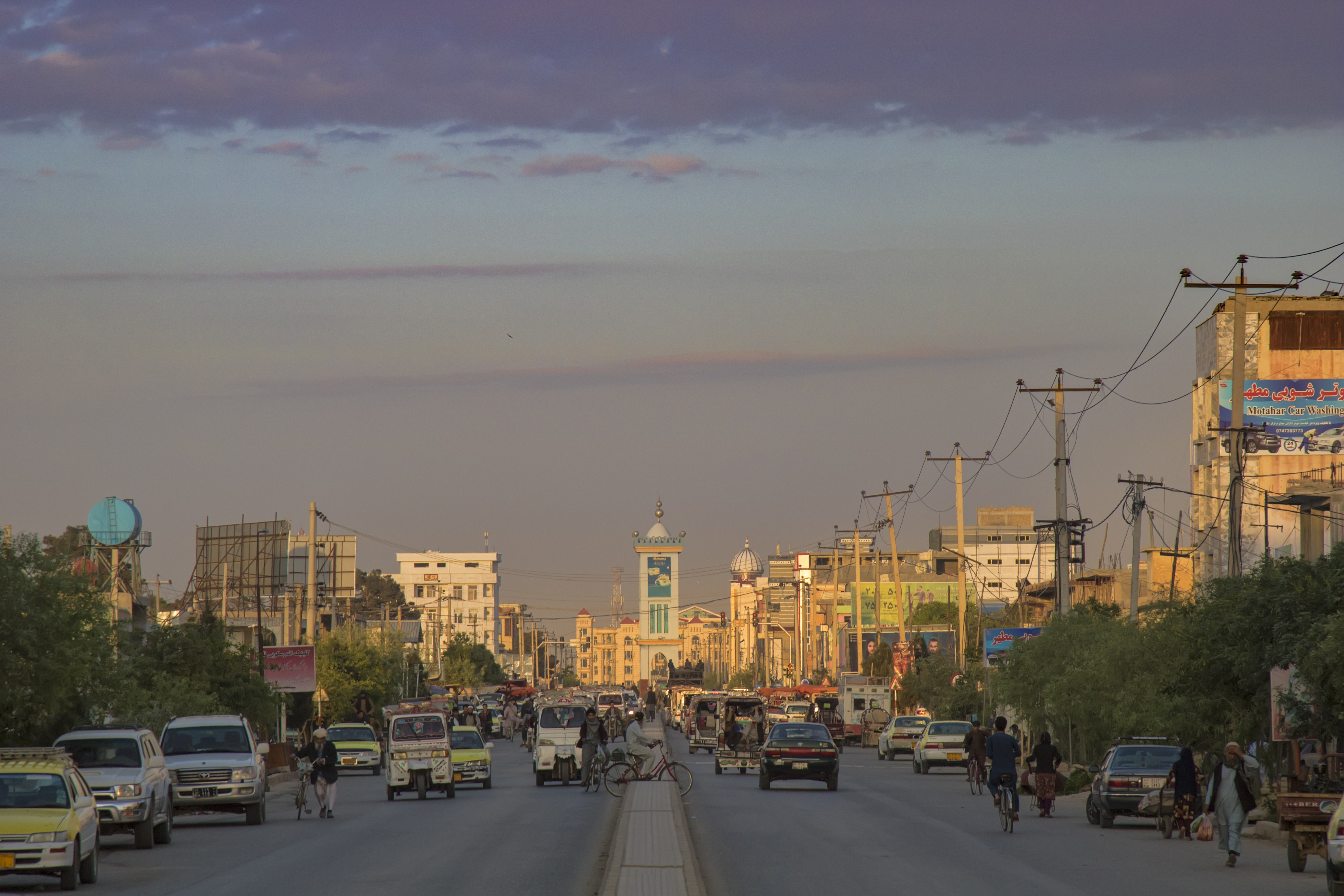
マザーリシャリーフの道路

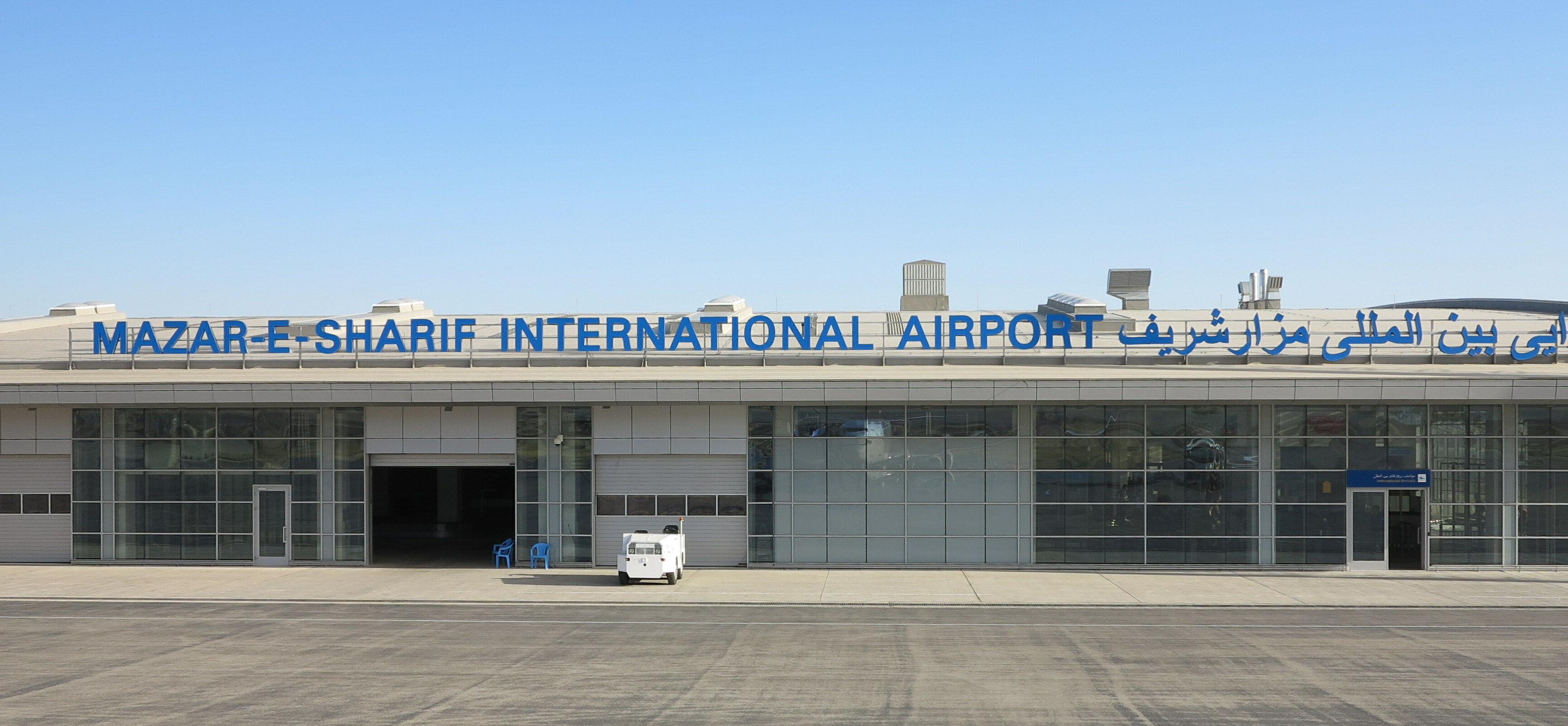
マザーリシャリーフ空港

バルフ州には2213キロメートルの道路があるが、そのうち舗装されているのは246kmに過ぎない。砂利道を入れても458kmであり、約8割は未舗装である。そのためどんな季節でも使える道路は約4割に過ぎず、約3割の地域には道路すら無い。一方、バルフ州の東西には幹線道路のアジアハイウェイ76号線が走っており、ヘラートやカブールと繋がっている。76号線はマザーリシャリーフとホルムの間で分岐し、ハイーラターンを経由してウズベキスタンと繋がっている。またマザーリシャリーフ国際空港（マウラーナー・ジャラールウッディーン・バルフ国際空港）とハイーラターンの間には鉄道があり、カスピ海横断鉄道と繋がっている。

2013年、マザーリシャリーフ空港に新しい空港ターミナルビルが完成した。マザーリシャリーフ空港の滑走路の整備はインドが行った。インドはタジキスタンのアイニ空軍基地の滑走路も延長し、小規模なヘリコプター部隊を配置しており、ロシアとの摩擦を避けつつパキスタンの裏庭を脅かしている。

## 住民

### 民族

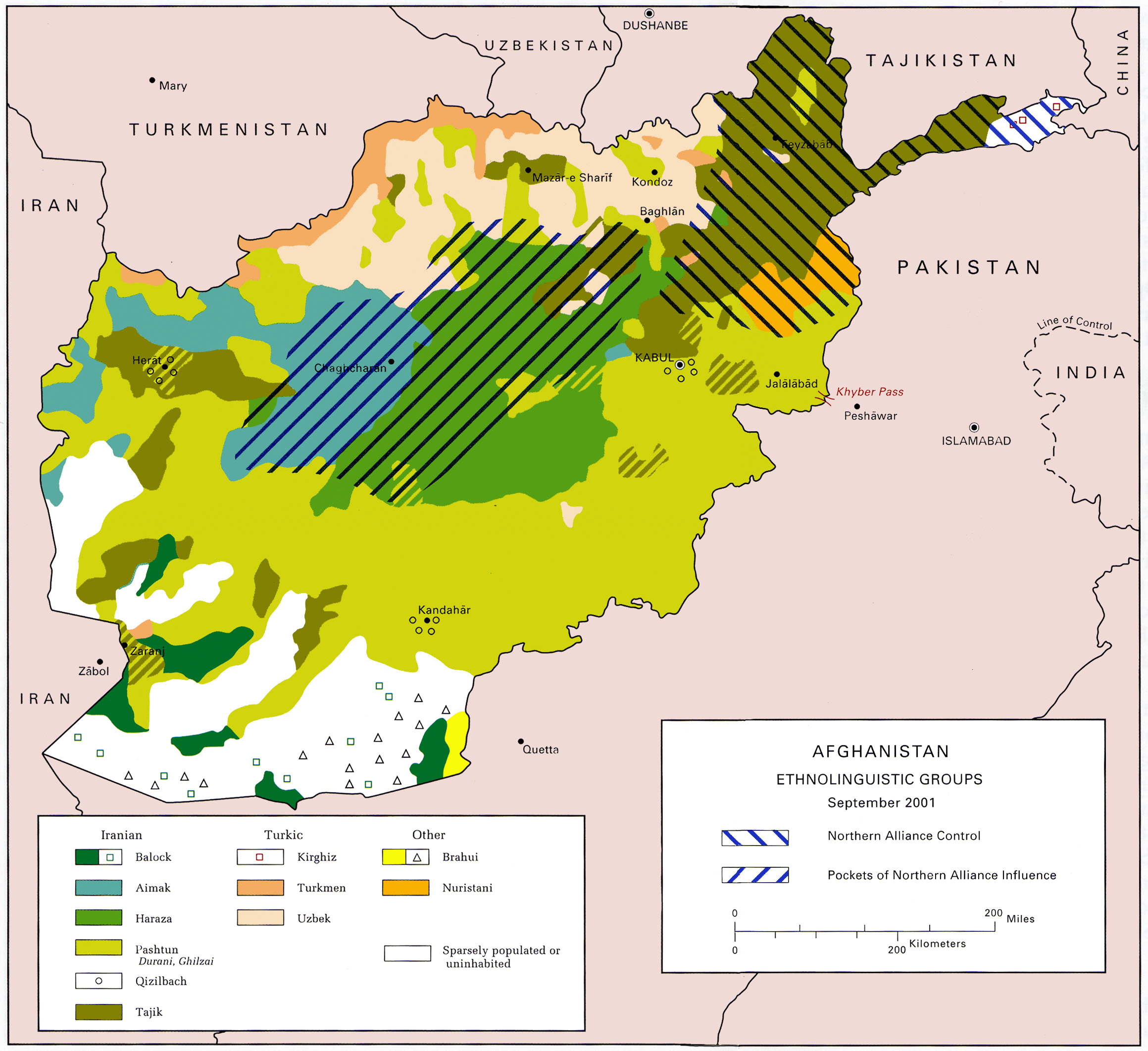
2001年のアフガニスタンの民族

バルフ州の多数派はタジク人とパシュトゥーン人だと言われている。その他にはウズベク人、ハザーラ人、トルクメン人、アラブ人、バローチ人が続く。州内の民族の分布は諸説ある。例えばソビエト連邦の「Atlas Narodov Mira」（1964年）によると、州南部のバルフ川周辺や東部のホルム川周辺にはパシュトゥーン人が居り、中部のマザーリシャリフとその周辺はタジク人、北部のアムダリヤ川周辺はトルクメン人、それ以外はウズベク人の領域になっている。一方、アフガニスタン中央統計局（1985年）の情報を使用したAIMSの地図（2006年）によると、南部はパシュトゥーン人ではなくハザーラ人（3郡）、中部はタジク人（9郡）、北部はトルクメン人（3郡）が最も多い。どちらの情報でもウズベク人は比較的少数派であり、ウズベク人の領域はファーリヤーブ州（6郡）、ジョウズジャーン州の南部（3郡）やサーレポル州の北部（2郡）、サマンガーン州（1郡）にあるようだ。

### 言語
数字に重複があるようだが、バルフ州の主要言語はダリー語（58％）とパシュトゥー語（27％）であり、ウズベク語（11%）とトルクメン語（12％）が続く。識字率は27％である。

### 宗教

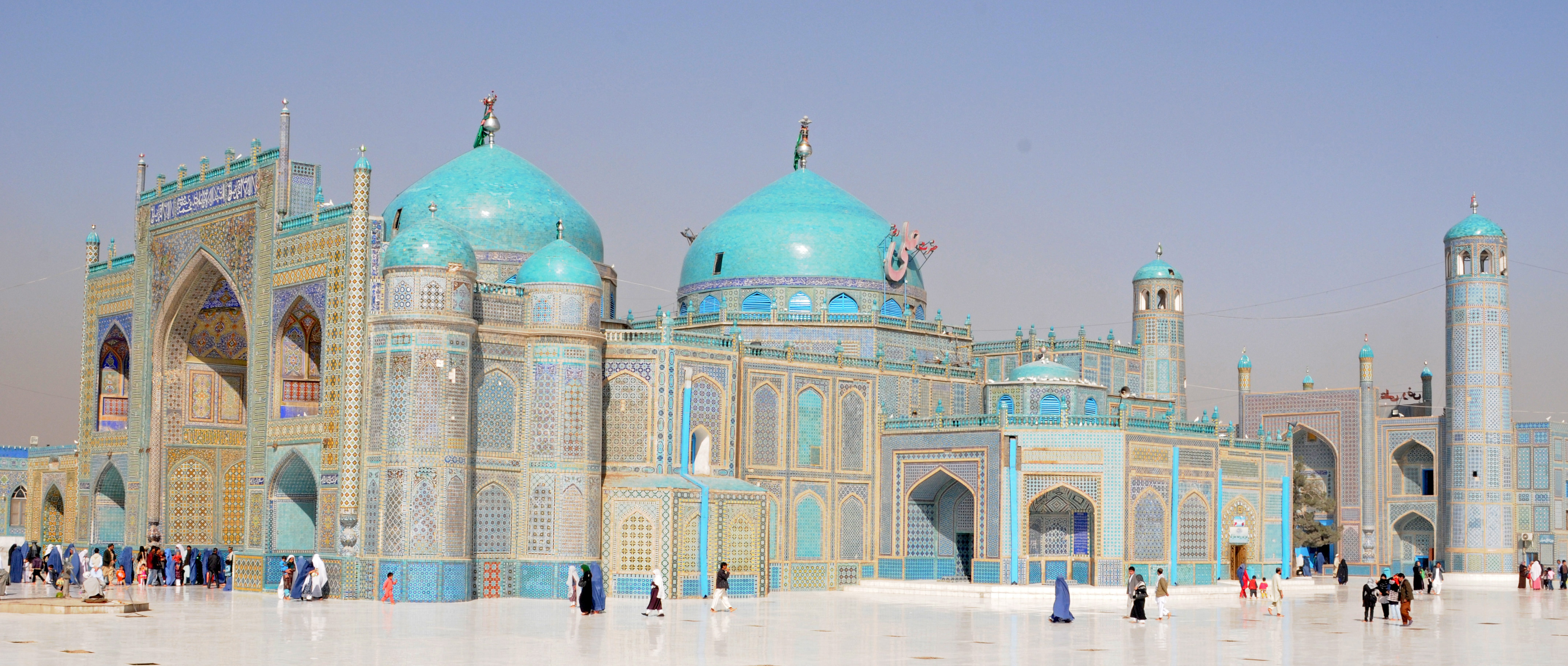
マザーリシャリーフ市のブルーモスク

ティムール朝の君主のフサイン・バイカラが15世紀に建設したブルーモスク（ハズラト・アリー廟）は、スンナ派の第4代正統カリフでありシーア派の初代イマームのアリー・イブン・アビー・ターリブの墓がこの地に存在したという伝説に基づき建立されたと言う。ブルーモスクにはバーラクザイ朝の創始者であるドースト・ムハンマド・ハーンの墓などもあり、毎年イラン歴の元旦にノウルーズ祭りが盛大に催される。またイスラム歴の１月の宗教行事であるアーシューラー やラマダン明けの宗教行事のイード・アル＝アドハーなども行われる。

### 主な出身者
- アブドゥルアリー・マザーリー - ハザーラ人の政治家、ムジャーヒディーン。アフガニスタン・イスラム統一党の元党首。
- ムハンマド・モハッケク - ハザーラ人の政治家、ムジャーヒディーン。アフガニスタン国民イスラム統一党の党首。
- アタ・モハマド・ヌール - タジク人の政治家、ムジャーヒディーン。バルフ州の知事。
- ジュマ・カーン・ハムダード - パシュトゥーン人の政治家、ムジャーヒディーン。パクティヤー州の州知事。
- フスン・バーノル・ガザンファー - ウズベク人の政治家、作家・詩人。女性省の大臣。
- ザルメイ・ハリルザド - アメリカ合衆国の外交官、アフガニスタン和平担当特別代表。

## 教育

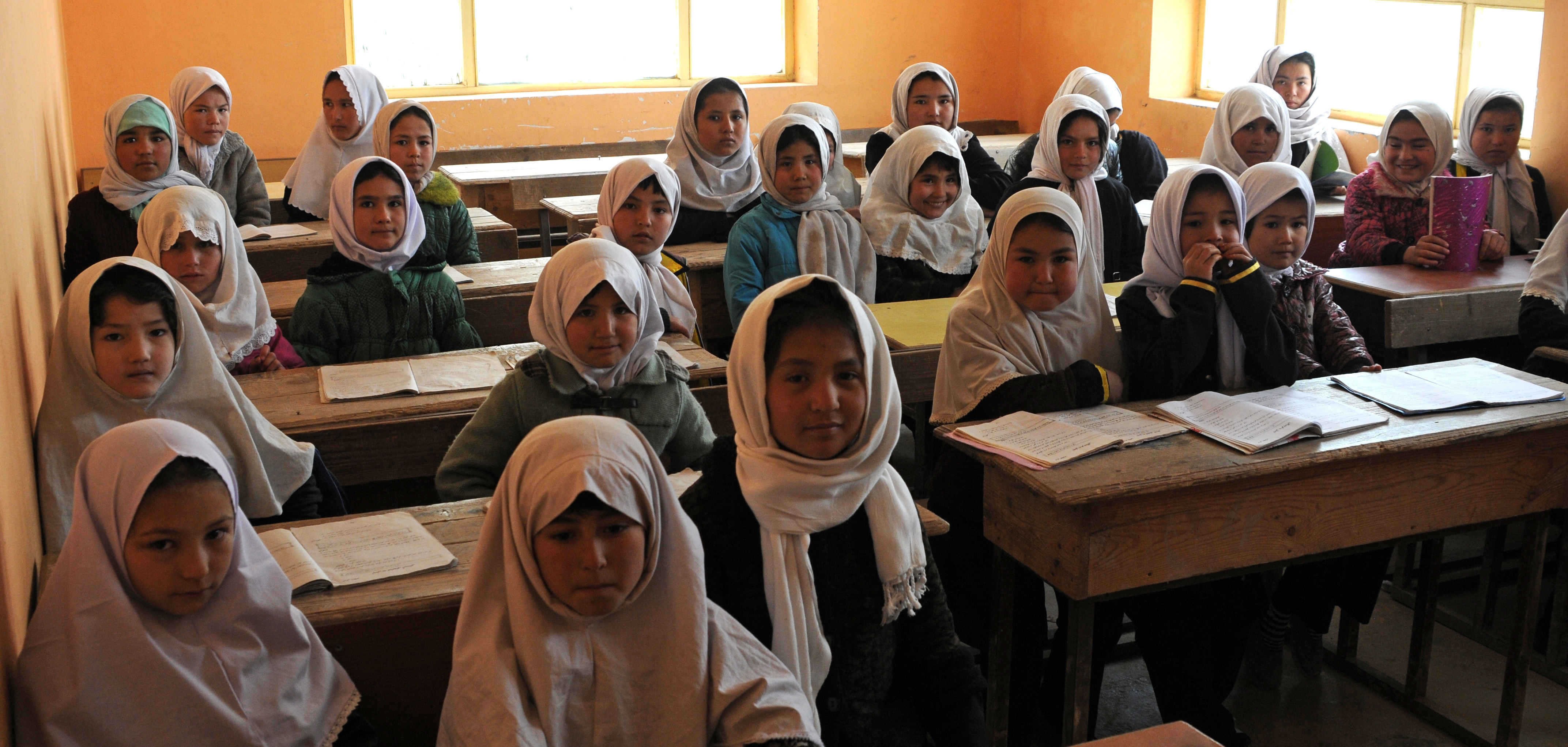
マザーリシャリーフ近郊のアリアバッド小学校の様子

バルフ州には小学校が109校、中学校が219校、高校が142校ある。生徒数は約45万人で、4割以上が女子生徒である。ただし学生登録しているのは、児童の約半数である。またコチ族は定住していない為か、冬になると学校に来る生徒が半減する。そのためコチ族の6％しか字が読めず、バルフ州の識字率を約27％に押し下げる要因になっている。一方、名門高校が幾つかあるようで、11人居る下院議員のうち3人がマザーリシャリーフのバークタ高校（Bakhtar High School） を卒業し、女性議員2人とガザンファー大臣（女性省）はスルタン・ラジア女子高校（Sultan Razia High School） を卒業している。高等教育はバルフ大学があり、この他に農業や科学技術の高等専門学校がある。
- バルフ大学 - 医学部、工学部、法学部、文学部、経済学部、農学部、宗教法学部、教育学部。5843人[2]。
- 農業訓練高校 - 107人[2]。
- 科学技術学校 - 79人[2]。

## 医療
2011年現在、バルフ州には500床以上の入院施設のある州立病院が7つあり、郡病院も8つある。この他に89の健康センターがあり、392人の医者と581人の看護師、619軒の薬局がある。しかし10万人当たりの医師数は3人にすぎず、医師は不足しているようである。2020年2月、癌やコロナウィルス感染症の治療に対応した健康センターが２か所開設された。しかし病院では薬が出ないので、バザールで購入しなければならないという苦情がある。
- バルフ州立病院（マザーリシャーフ市）[2]
- Noor Hospital（マザーリシャーフ市）[2]
- 軍病院（マザーリシャーフ市）[2]
- Jordian Hospital （マザーリシャリーフ国際空港）[2]
- Kodi Barq Hospital（デダーディー郡）[2]
- バルフ郡病院[2]
- ホルム郡病院[2]

## 選挙

### 2018年下院議員選挙
アフガニスタンでは2018年10月に3回目の下院選挙（Wolesi Jirga）が行われた。バルフ州では定数11（クオーター制による女性議員枠は3）に対して82人が立候補し、現職5人・新人5人・元職1人が当選した。総投票数は19万4129票だった。当選者はタジク人が最多（4人）でハザーラ人（3人）、パシュトゥーン人（2人）、ウズベク人（2人）が続く。人種構成の変化には2017年のアフガニスタン救済連合の結成や2018年3月のアタ知事解任の影響などが考えられる。また選挙前の1月には下院議員と上院議員のボディーガードが数時間に渡って銃撃戦を行った。原因は不明だが、一説によるとアフガニスタンでは繰り上げ当選を狙って議員候補同士の殺人に発展する場合があるという意見がある。
|                           |                  |          |      |      |      |        | |
| 氏名                      | 民族             | 関連政党 | 新旧 | 生年 | 性別 | 得票数 | 略歴 |
| Ghullam Abass Ibrahimzada | ハザーラ人       |          | 現   | 1970 | 男   | 17,543 | 石油会社や地元テレビ局などを傘下に持つ企業グループ Ibrahim Zada の総裁。女性教育を行う慈善団体を運営。上院議員のAbbas Akhlaqiと銃撃戦。 |
| Ahmad Shah Ramazan        | ハザーラ人       |          | 現   | 1969 | 男   | 11,238 | 財閥の師弟で、カブールやマザーリシャリーフでホテルやレストランなどを経営                                                                |
| Alam Khan Azadi           | タジク人         |          | 現   | 1950 | 男   | 10,448 | 元ムジャヒーディン指揮官。アタ知事と縁戚関係。アタ知事の後任候補の１人                                                                  |
| Abdul Hamid Sharifi       | ウズベク人       |          | 新   |      | 男   | 10,148 | 不明 |
| Sayed Zaher Masror        | タジク人         |          | 元   | 1979 | 男   | 10,030 | 不明 |
| Mohammad Ali Mohaqeq      | ハザーラ人       |          | 新   |      | 男   | 9,683  | イスラム統一党の北部指導者。 |
| Gull Rahman Hamdard       | パシュトゥーン人 |          | 新   |      | 男   | 9,598  | 建設会社のオーナー。地元テレビ局（Samaa TV）を設立。イスラム党に所属。                                                                  |
| Rayes Abdul Khaleq        | ウズベク人       |          | 新   |      | 男   | 9,486  | 元ムジャヒーディン指揮官 |
| Saifora Neyari            | タジク人         |          | 現   | 1962 | 女   | 3,377  | 元高校教師、州の女性局の元局長、イスラム協会の地方幹部                                                                                  |
| Fawzia Hamidi             | パシュトゥーン人 |          | 新   |      | 女   | 3,157  | 元検察官 |
| Breshna Rabi              | タジク人         |          | 現   | 1963 | 女   | 3,019  | 元高校教師 |

### 2010年下院議員選挙
アフガニスタンでは2010年に2回目の下院選挙（Wolesi Jirga）と州議会選挙が行われた。バルフ州では定数11（クオーター制による女性議員枠は3）に対して82人が立候補し、現職5人・新人6人が当選した。州内の投票率は約45％で、総投票数は25万4569票だった。当選者はタジク人が最多（7人）で、ハザーラ人（3人）とパシュトゥーン人（1人）が続く。アフガニスタンでは政党政治が発達していない為か、表向きは無所属議員が多いようである。しかしタジク人の当選者は州知事や州議会議長、局長などの公職経験者が多く、知事の腹心や血縁者も居る。一方、得票数が多いのはハザーラ人で、上位二名は企業グループを経営している。
| 氏名                               | 民族                | 所属政党 | 新旧 | 生年 | 性別 | 得票数 | 略歴 |
| ---------------------------------- | ------------------- | -------- | ---- | ---- | ---- | ------ | --- |
| Ahmad Shah Ramazan                 | ハザーラ人          | 無       | 新   | 1969 | 男   | 19,614 | 財閥の師弟で、カブールやマザーリシャリーフでホテルやレストランなどを経営している。前回の下院選挙では兄の暗殺事件により上院議員となった。議会では「正義の声」に所属。                                                             |
| Abas Ibrahim Zada                  | ハザーラ人          | 無       | 新   | 1970 | 男   | 18,413 | 石油会社や地元テレビ局などを傘下に持つ企業グループ Ibrahim Zada の総裁。女性教育を行う慈善団体を運営 |
| Alhaj Muhammad Ishaq Rahguzar      | タジク人 (アラブ人) | 無       | 現   | 1966 | 男   | 17,181 | 元ムジャヒーディン指揮官。元知事で州立大学の学長。2009年の大統領選挙ではアブドラ・アブドラを支持。2018年にアタ州知事の跡を継ぎ、バルフ州知事に就任                                                                               |
| Alhaj Alam Khan Azadi              | タジク人            | 無       | 現   | 1950 | 男   | 16,820 | 元ムジャヒーディン指揮官。現知事と縁戚関係 |
| Assadullah Sharifi                 | タジク人            | 無       | 新   | 1965 | 男   | 15,351 | 元下院議員の師弟。現知事が社長を務めるKhalid Noor Groupの副社長。2016年にクムル郡でIEDの爆発に巻き込まれた。2018年の選挙に立候補したが違法な武装集団との関係を理由に独立選挙委員会に届け出を却下された。                         |
| Alhaj Muhammad Abdah               | ハザーラ人          | 無       | 現   | 1967 | 男   | 14,173 | 元判事、元副知事。アフガニスタン・イスラム統一党の関係者 |
| Alhaj Maulawi Abdul Rahman Rahmani | タジク人            | 無       | 新   | 1977 | 男   | 12,389 | マドラサの校長。州の宗教議会の元議員。宗教テレビ局 RaheRawshan を運営。イスラム協会の関係者 |
| Muhammad Farhad Azimi              | タジク人            | 無       | 新   | 1976 | 男   | 10,787 | 元IT技術者。元法学部講師。元州議会議員・議長。2009年の大統領選挙ではアブドラ・アブドラを支持。アタ知事の後任候補の１人だったので、2018年の下院議員選挙には立候補せずに駐カザフスタン大使として国外に異動。2020年に州知事に就任。 |
| Sifora Niazai                      | タジク人            | 無       | 現   | 1962 | 女   | 4,358  | 元高校教師、州の女性局の元局長、イスラム協会の地方幹部 |
| Brishna Rabie                      | タジク人            | 無       | 新   | 1963 | 女   | 3,229  | 元高校教師 |
| Dr. Gulalay Noor Safi              | パシュトゥーン人    | 無       | 現   | 1957 | 女   | 3,018  | ザーヒル・シャー時代の下院議員の師弟。婦人科医師。イスラーム国民戦線の関係者。2018年の選挙では上院議員に転出 |

## 日本の支援
日本は2002年に緒方イニシアティブを定め、「復興に向けた総合開発のモデル地域」としてマザーリシャリーフを優先地域に指定して重点的に支援してきた。その後バルフ州やナンガルハール州、カンダハール州の他にバーミヤーン州が加わり、４州を開発支援重点地域に指定して援助を行っている。バルフ州では小学校や中学校の建設、水路や道路の建設、診療所や州立病院、医学部の支援を行っている。
- 1) バルフ郡
  - クワジャ・タジダリ・ワリ小学校の建設計画（2007年）[236]
- 2) チャールボーラク郡
  - チャールボラック村診療所の支援事業（2002年）[237]
- 4) チムタール郡
  - アリザイ・チムタル女子小学校の建設計画（2007年）[236]
  - 貯水槽及び水路の建設計画（2007年）[236]
- 5) ダウラターバード郡
  - クルタク村クリニックの建設計画（2007年）[236]
- 8) ホルム郡
  - サヤッド女子小学校、マハスティ女子中学校の建設計画（2007年）[236]
- 11) マザーリシャリーフ市
  - マザリシャリフ市内環状道路の整備計画（2009年）[238]
  - ヌーレフダ小学校、アボナスールパルサ小学校、ガジェ・アマヌラ小学校、サレチャヘハイラタン小学校の建設計画（2007年・2011年）[236][238]
  - バルフ大学医学部支援事業 (2002年）[237]
  - バルフ州立病院の機材整備、救急車用機材供与計画（2010年）[238]
- 12) ナフリ・シャーヒー郡
  - ババ・ヤドガル村排水渠の整備計画（2007年）[236]
- 不明
  - アハマドバード村診療所の支援事業（2003年）[237]